# Piura (département)
Pour les articles homonymes, voir Piura et Piura (fleuve).
Le département de Piura (en espagnol : Departamento de Piura - prononcé en espagnol : [ˈpjuɾa]) est un département côtier situé au nord-ouest du Pérou. Sa capitale et la ville la plus peuplée est la cité homonyme de Piura. Ses plus grandes villes portuaires, Paita et Talara, sont également parmi les plus importantes du Pérou.
Le département est limité au nord par celui de Tumbes et par l'Équateur, à l'est par le département de Cajamarca, au sud par celui de Lambayeque et à l'ouest il est bordé par l'océan Pacifique.
Avec 2 047 954 habitants en 2020, c'est le deuxième département le plus peuplé du Pérou - seulement précédé par le département de Lima - et avec une superficie de 35 657 ha sa densité de population est de 57,4, soit la quatrième région la plus densément peuplée du pays, derrière celles de Lima, Lambayeque et La Libertad. Il a été créé politiquement le 30 mars 1861.

## Histoire
La culture la plus importante qui s'est développée dans la région de Piura était la culture Vicús, qui se distinguait par ses céramiques et son travail délicat de l'or. Les Tallanes ou Yungas, cependant, furent les premiers colons à émigrer depuis les montagnes. Pendant une période dont la durée est encore vague, ils ont vécu dans ce que les Espagnols nomment des Behetrías (es), sortes de colonies primitives sans chef ni organisation. Plus tard, ils ont été conquis par les Moche et, des siècles plus tard, par les Incas, sous le règne de Tupac Yupanqui.
En 1532, Francisco Pizarro fonda la première ville espagnole d'Amérique du Sud sur les rives du Río Chira dans la vallée de Tangarará. Il l'a nommé San Miguel de Piura. La date de fondation est toujours sujette à controverse. Cependant, lors des célébrations du 450e anniversaire, le 15 juillet a été adopté comme date officielle.
En 1534, faute de conditions sanitaires satisfaisantes, la capitale fut transférée à Monte de los Padres (Province de Morropón) et en 1578, pour la même raison, elle fut de nouveau déplacée, cette fois à San Francisco de la Buena Esperanza (Province de Paita). En 1588, les attaques permanentes des pirates et des corsaires anglais obligèrent à un déménagement définitif de la capitale à son emplacement actuel.
À l'époque coloniale, la vie se déroulait paisiblement. Pourtant, les raids contre les autorités espagnoles menés par l'amiral britannique Thomas Cochrane, membres de l'expédition de libération du Pérou organisée par José de San Martín, ont réveillé le désir de liberté dans l'esprit des populations locales.

### Avant leXIVesiècle

#### Les Ayahuacas
Les anciens Ayahuacas (le nom fait référence au «sanctuaire de la mort»), sont connus pour leur esprit belliqueux, réticents à accepter l'autorité d'un chef suprême même parmi leurs propres populations. Pour défendre leurs territoires, ils se sont temporairement confédérés, mais ils n'ont pas pu offrir suffisamment de résistance à la puissante armée inca.
Ils ont été maîtrisés par l'Inca Tupac Yupanqui après un affrontement prolongé de plusieurs mois et - selon l'historien Héctor Cevallos - la destruction de vingt villages de la vallée de l'Alto Piura. Le site d'Aypate, a été construit dans le plus pur style impérial de Cuzco par ordre de l'Inca à proximité de l'actuelle ville d'Ayabaca.
Par contre, les pétroglyphes de Samanga appartiennent aux Ayahuacas eux-mêmes. Les dessins sont similaires à l'iconographie Chavín dont l'action civilisatrice a également atteint ces contrées.

#### Les Huancabamba
Les Huancabamba vivaient entre la chaîne occidentale et la branche andine des sierras de Tabaconas. Depuis leur capitale, ils ont opposé une résistance acharnée à la présence inca, qui en représailles ont rasé leurs monuments, entraînant la rareté actuelle des témoignages de leur culture d'origine.
Pour les Incas, cette ville a acquis une grande importance politique. Elle était peuplée de nombreux groupes de mitimaes et, selon Pedro Cieza de León (1520-1554), les Incas y érigèrent « une gracieuse forteresse et un temple du soleil » et construisirent une large route qui menait à Quito vers le nord et à Cajamarca vers le Sud.
Le chroniqueur ajoutait que la cité inca de Huancabamba est devenu un centre religieux important : Des comarques de toute la région, ils venaient adorer ce temple et porter leurs offrandes; les vierges et les prêtres y étaient vénérés et très estimés ... et les hommages des seigneurs de toutes les provinces y étaient apportés.

#### Les Bracamoros
Les bracamoros (ou pacamoros) se trouvaient entre les régions de Huancabamba et de Jaén, provenant peut-être de l'Amazonie. Les chroniqueurs s'accordent sur leur bravoure, qui leur a permis de vaincre deux expéditions de conquête inca.
C'était une culture fluviale, avec différentes colonies riveraines et une architecture caractéristique. Ses témoignages les plus importants dans la région andine sont des ruines qui se trouvent sur le territoire actuel de Cajamarca, mais l'essentiel se trouve dans le département de Piura.

#### Les Tallanes
Le territoire de la région de Piura présente des vestiges qui appartiennent sans doute à des temps très reculés, au point d'avoir conduit certains scientifiques à y placer la plus ancienne présence de l'homme sur la côte du Pacifique Sud.
Les Tallanes ou Yungas furent les premiers colons de Piura. Ils venaient des montagnes à une époque indéterminée et vivaient dans ce qui sont aujourd'hui les vallées des ríos Chira, Medio et Bajo Piura. Ils étaient organisées en clans ou en familles étendues, sans centralisation ni chef unique. Ils ont établi un système complexe de villages le long des rivières, profitant de la complémentarité entre la diversité des cultures et des ressources des hauts plateaux et celles des vallées côtières. Ils bénéficiaient de la communication facile est-ouest dans cette partie du nord des Andes. Les Tallanes étaient d'excellents agriculteurs. Le commerce sud-nord était aussi déjà une pratique ancienne attestée par le trafic des "Mullu" (Spondylus) et l'utilisation de "hache-monnaie" en bronze.
Dans les premiers siècles de notre ère, ils reçurent une certaine influence de la civilisation Mochica. Peu avant l'arrivée des Européens, les Tallanes ont été dominés par les Chimú, qui leur ont permis de conserver leur organisation et leur langue. On présume que lorsque les Chimú ont été absorbés par les Incas, les Tallanes ont atteint une sorte d'autonomie. Ils ont été conquis sous le gouvernement de Tupac Yupanqui, une quarantaine d'années avant l'arrivée des Espagnols.

#### Culture Vicús

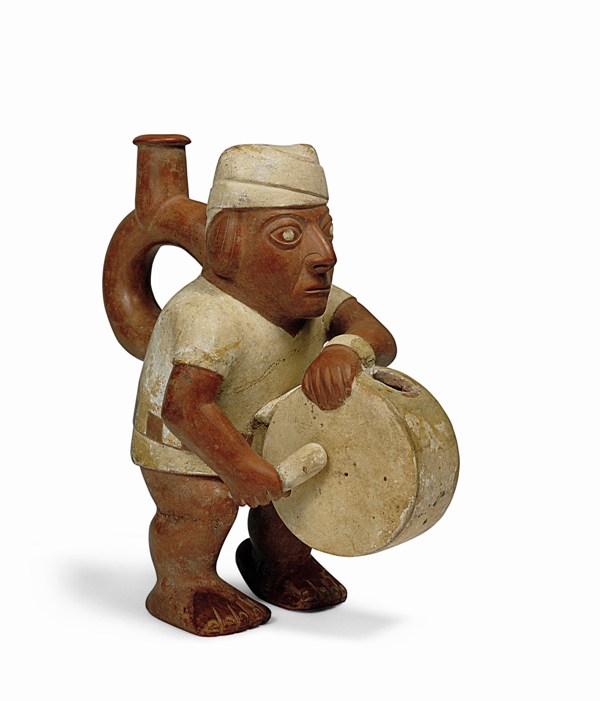
Céramique Vicús.

La civilisation Vicús s'est développée, il y a plus de deux mille ans, dans la vallée de l'Alto Piura, dans la province de Morropón. De nombreuses tombes ont été trouvées mais aucun vestige architectural, vraisemblablement affecté par les phénomènes successifs d'El Niño qui avec une certaine régularité se produisent dans la région.
Les céramiques ont attiré l'attention des archéologues et des collectionneurs car elles représentaient des scènes de tous les jours, des personnes, des animaux, des maisons, des temples, des palais, de manière très naturelle et expressive.
La collection de Don Domingo Seminario Urrutia, actuellement détenue par la Banque centrale de réserve du Pérou, possède de nombreuses céramiques de cette civilisation.
Les évents d'un grand canal ont été récemment découverts qui permettaient l'irrigation de plus de 30 000 ha de terres agricoles sur le point culminant de la rive gauche de la rivière Piura, car les Vicús étaient également des fermiers.

### AuXVesiècle

#### Empire Inca
L'Empire des Incas, avec l'Inca Tupac Yupanqui, a commencé la conquête de la région en subjuguant d'abord les Ayahuacas et les Huancapampas, qui habitaient les territoires qui forment aujourd'hui les provinces d'Ayabaca et de Huancabamba après avoir brisé leur forte résistance.
Les incas n'ont pas laissé de marque culturelle majeure sur la côte mais ils l'ont fait dans les montagnes en construisant des forteresses, telles que Chulucanitas et Aypate, qui gardaient la portion Huancabamba-Ayabaca-Cuenca-Quito du Qhapaq Ñan, leur réseau de routes andin.
Ils ont ordonné des déplacements massifs des populations locales vers l'extérieur de la région, la remplaçant par les "Mitimaes".

#### Conquête espagnole, fondation de la capitale et d'autres villes
Lors de la conquête, en 1532, Francisco Pizarro est arrivé dans la région à la recherche d'un endroit approprié pour s'installer, le trouvant dans la vallée de Tangarará, sur les rives du Chira. Là, il fonda la première ville espagnole d'Amérique du Sud à être construite au Pérou, qu'il appela San Miguel de Tangarara.
Après deux ans décimée par le paludisme, la population a migré vers la vallée de l'Alto Piura à 30 km au sud-est, la refondant à proximité de l'actuelle ferme Monte De Los Padres où elle est restée pendant environ quarante ans. La ville y a prospéré, car il y avait de bonnes terres agricoles, mais après avoir enduré une épidémie vraisemblablement causées par un phénomène El Niño particulièrement dévastateur, ils ont déménagé  en 1571, vers le port actuel de Paita à 50 km à l'ouest et fondé la cité de San Francisco de la Buena Esperanza de Paita, le plus ancien port habité du Pérou.
En 1587, le port de Paita, très important depuis la vice-royauté, fut pillé et incendié par des pirates et en 1588 les survivants refondèrent la ville une 4e et dernière fois retournant à l'est, là où se trouve l'actuelle ville de Piura, à l'entrée de la vallée de Bajo Piura, aujourd'hui fermée par un barrage. Ils auraient conservés le nom de leur saint patron d'origine en nommant la ville San Miguel de Piura.

### Depuis l'indépendance

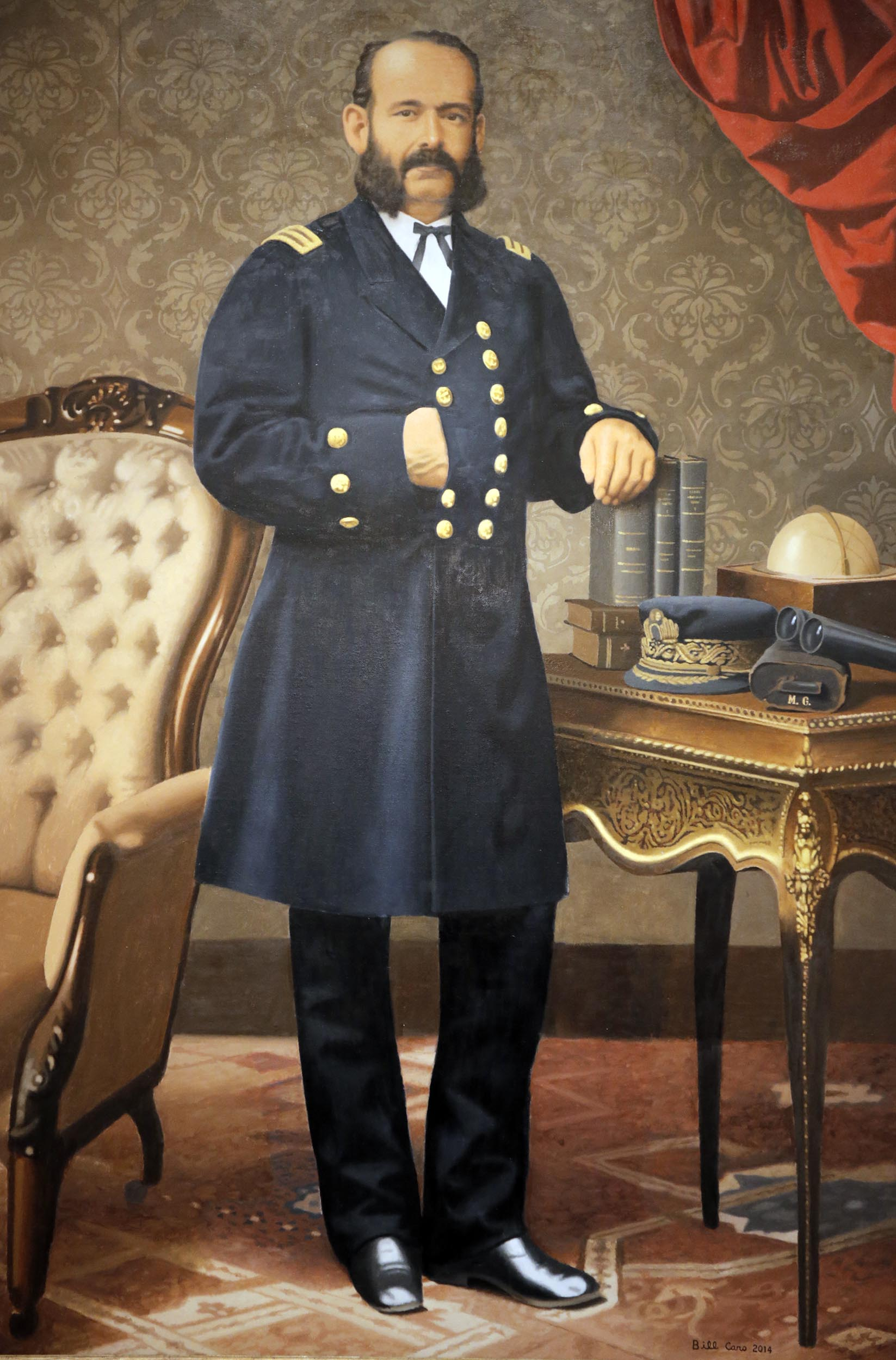
L'amiral Miguel Grau Seminario, né à Piura (1834-1879).

#### Consolidation de la République
Pendant la colonisation, le port de Paita était essentiel pour le commerce avec la métropole européenne. En 1820, la population de Piura rejoint la cause de l'indépendance et, le 4 janvier 1821, elle proclame son indépendance, associant l'indépendance du Nord péruvien avec l'indépendance de Paita le 30 avril 1821.
Le 8 octobre 1879, le héros paiteño Miguel Grau Seminario (le "Chevalier des mers") offrit courageusement sa vie aux commandes du Huáscar lors du combat naval d'Angamos pendant la guerre contre le Chili.

#### Période républicaine
Dans les années de la République, les progrès matériels de la région sont allés de pair avec le développement de sa richesse agricole, l'une des plus développées du Pérou.
Le port de Paita est le deuxième plus important du pays. Ce n'est que ces dernières années que Piura, la capitale du département, a entamé une étape de transformation urbaine qui suggère que d'ici quelques années, elle sera l'une des villes les plus importantes du pays.
À partir de la deuxième décennie du XXIe siècle, à Paita et Talara, une proposition sécessionniste est née promouvant la création de la « région de Paita et Talara ».

## Géographie
La région est limitée au nord par la région de Tumbes et l'Équateur, au sud par la région de Lambayeque, à l'est par la région de Cajamarca et à l'ouest par l'océan Pacifique.
Le territoire est réparti sous l'équateur entre 4° 04′ et 6° 22′ de latitude sud et entre 79° 12′ et 81° 19′ de longitude ouest - à Punta Balcones près de Talara - qui est la longitude occidentale la plus extrême de l'Amérique du Sud.

### Orographie et hydrographie
Dans le département de Piura, il existe deux systèmes orographiques: le Cerros de Amotape au nord-ouest, à basse altitude et une partie de la cordillère des Andes nord-sud dans le tiers est de cette circonscription. Entre eux s'étend la plaine qui représente la plus grande partie du relief du territoire et qui forme la partie plate la plus large de la côte péruvienne.

L'hydrographie de Piura est définie principalement par le volume des précipitations venant de l'océan Pacifique, lui-même déterminé par la rencontre de deux courants marins: le courant froid de Humboldt de 13 à 19 °C et El Niño chaud de 21 à 27 °C, une rencontre qui se produit sur la côte sud du département, à la hauteur de la baie de Sechura. Ce phénomène fait que la température de la mer de Piura oscille entre 18 et 23 °C pendant les mois d'hiver et de printemps et entre 23 et 27 °C pendant l'été (parfois jusqu'à l'automne). Cela fait de la région de Piura une terre à la fois tropicale et aride, un territoire où les tropiques rencontrent le désert.

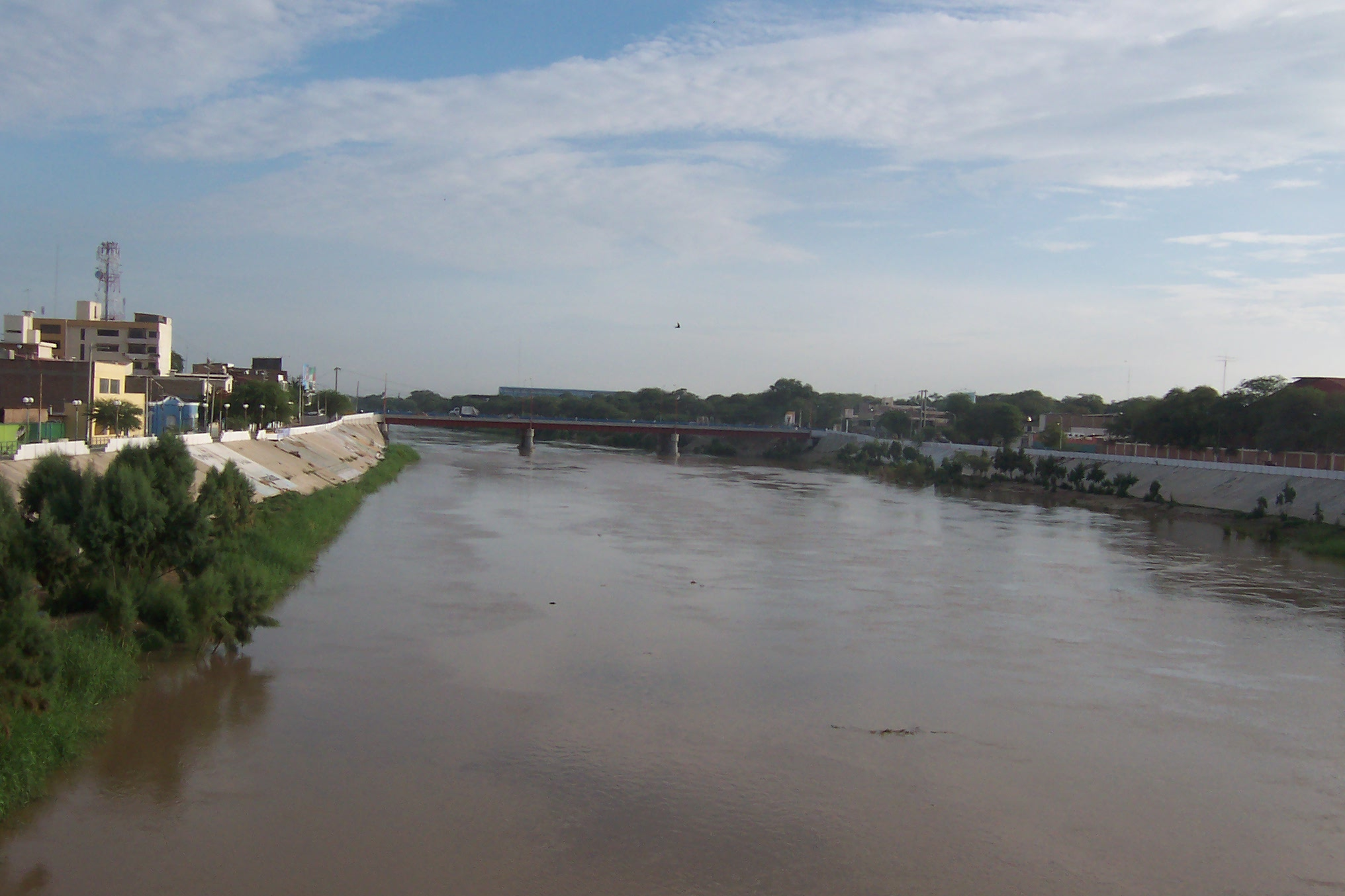
Le río Piura à Piura.

Le taux d'humidité moyen annuel est de 66 %, la pression atmosphérique moyenne annuelle est de 1 008,5 hPa, tandis que les vents qui suivent une direction sud ont une vitesse moyenne de 3 m/s. Les précipitations présentent également des variations sensibles. Sur la côte, les pluies tombent généralement entre 100 et 500 m d'altitude, les quantités variant dans cette partie entre 10 et 200 mm/m2, entre 500 et 1 500 m les précipitations atteignent de 200 à 800 mm/m2  et dans la zone située au-dessus de 1 500 m la moyenne des précipitations pluviales est de 1 550 mm/m2.
La faible humidité de la région fait de la région un territoire essentiellement sec. Les précipitations sont principalement concentrées dans les hautes régions andines, tandis que dans la grande plaine, les seules sources d'eau importantes sont les rivières saisonnières du nord - la Chira et la Piura - tandis que dans la moitié sud de la vaste plaine de Piura se trouve le grand désert de Sechura recouvert de végétation herbacée.
Le río Piura prend sa source dans la Sierra de Huarmaca dans la province péruvienne de Huancabamba, alors que le río Chira naît en Équateur. Le débit d'eau régulier de ce fleuve est stocké dans le barrage de Poechos qui alimente la plupart des vallées côtières de la région dans une zone qui dépasse 150 000 ha, tandis que les eaux de ses affluents les rivières Quiroz et Chipillico sont stockées dans le barrage de Los Cocos au profit de la colonisation de San Lorenzo et de la vallée du Medio Piura.

### Climat
En raison de sa proximité avec l'équateur, la côte de Piura a un climat chaud tout au long de l'année. La température moyenne est de 26 °C. Le climat côtier présente à la fois les caractéristiques d'un climat tropical dans la zone des yungas et d'une savane tropicale au niveau de la mer. Ce climat est également connu sous le nom de forêt sèche tropicale ou équatoriale. 

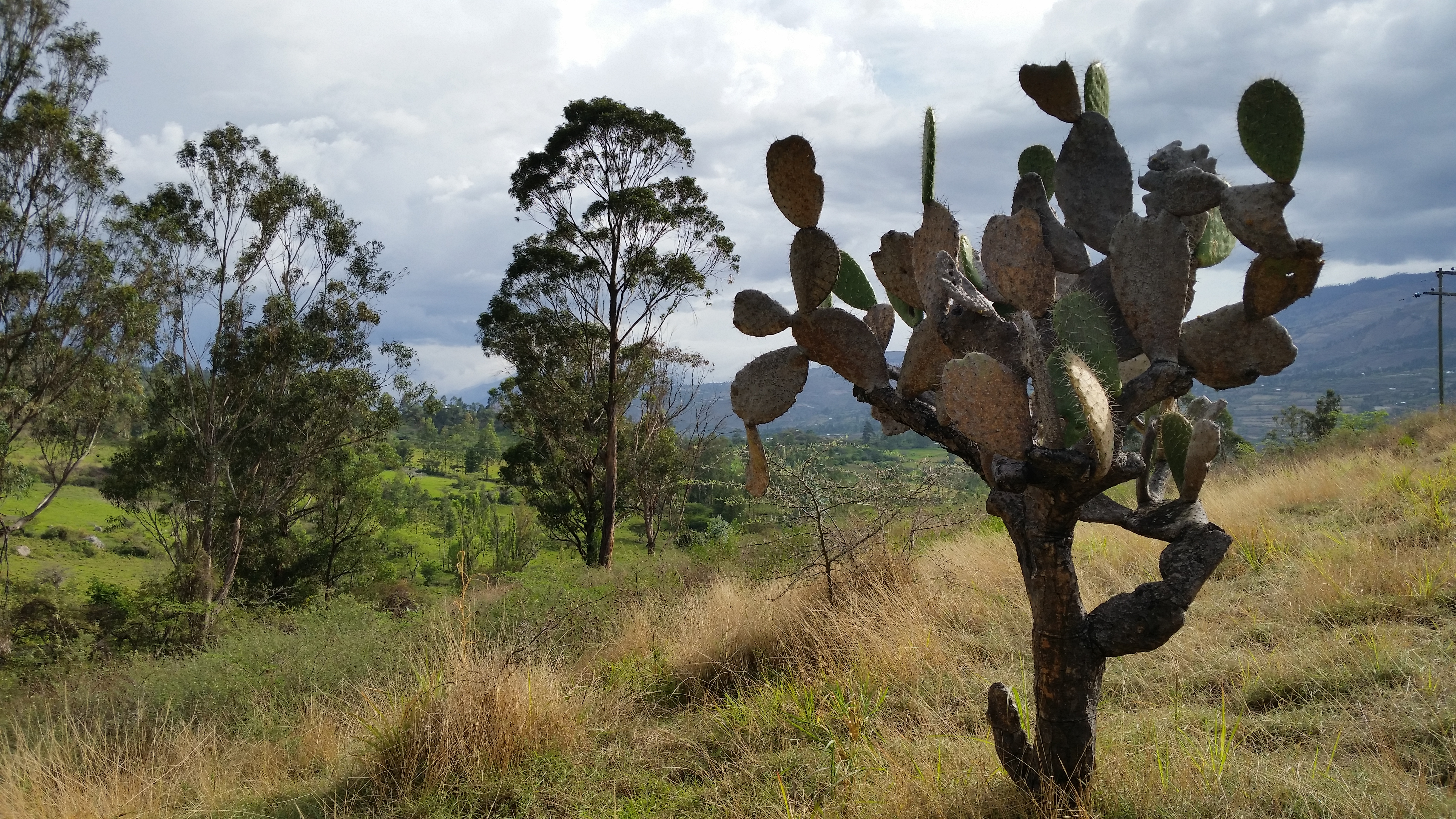
Biotope de type paramo dans la province de Huancabamba.

C'est un climat similaire à celui d'une savane tropicale. La température maximale peut atteindre 40 °C et le minimum 15 °C. Dans la zone côtière sud du département, en bordure du département de Lambayeque, le climat est semi-désertique. Les montagnes de Piura ont un climat subtropical et tempéré humide avec une moyenne annuelle de 15 °C.
L'été s'étend de décembre à avril, il fait très chaud et plus humide que le reste de l'année, avec des températures parfois insupportables en ville ce qui incite les gens à se rendre dans des stations balnéaires telles que Máncora ou Colán. Les pluies sont fréquentes pendant cette période, surtout la nuit.
Piura est couverte de déserts, de vallées tropicales, de forêts équatoriales sèches, de climats montagnards tropicaux lorsque vous atteignez entre 1000 et 1500 mètres, et d'un climat de sierra subtropical humide si vous atteignez plus de 2000 mètres. Le climat de Páramo se trouve dans les régions les plus élevées de la Sierra.

#### El Niño
Le phénomène El Niño se produit lorsque les eaux marines dépassent 25 °C pendant des périodes plus longues que le cours de l'été. Le département de Piura est la région du monde la plus touchée par ce phénomène en raison de sa situation géo-climatique fragile, qui se caractérise par les éléments suivants: la présence d'une chaîne andine relativement basse qui permet la présence de nuages chauds amazoniens, la mer chaude au printemps et en été, froide en hiver-automne et une steppe côtière étendue par rapport au reste des régions côtières, empêchant la condensation des nuages.
Ces facteurs signifient que Piura doit changer de cultures et de types de pêche de temps en temps et même au cours de l'année.
Pendant le phénomène, la côte et les montagnes de Piura changent périodiquement; résultant en des températures estivales élevées qui subsistent tout au long de l'année. Celles-ci favorisent les pluies intenses qui fon revivre les ravins secs et modifient l'aspect désertique de la côte sud de Piura (Sechura) vers une forêt sèche équatoriale dense (également appelée équatoriale) plus commune vers le centre et le nord de la région, qui est couverte par le célèbre Algarrobos, Zapotales et Guayacanes.

### Écosystèmes
Piura a ses propres caractéristiques variables selon l'endroit où l'on se trouve. Il a une chaîne de montagnes andines, une haute jungle, avec au-dessus le paramo, une forêt sèche équatoriale, des vallées tropicales formées par des rivières appartenant à la haute jungle ou au bassin amazonien, des déserts subtropicaux du Pacifique (au sud). C'est une zone d'interaction permanente entre la mer froide du courant de Humboldt et El Niño chaud tout au long de l'année.

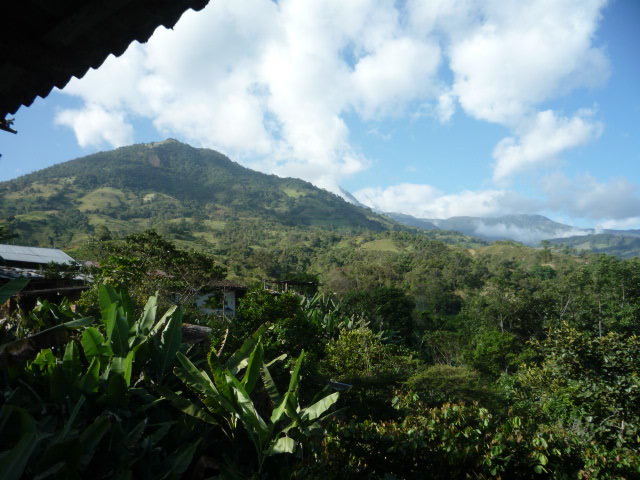
Paysage du district de Santo Domingo, province de Morropón.

La côte est divisée par le désert subtropical péruvien de Sechura au sud et les forêts sèches de type savane de Tumbes – Piura au centre et au nord de la région. Il y a aussi de petites vallées de climat tropical, où les rizières et les cocotiers sont communs, en particulier autour des rivières Piura et Sullana.
La forêt de montagne (selva alta) apparait quand on s'éloigne de la côte pour aller vers la sierra. Les climats de Páramo et les températures plus fraîches semblent plus élevés dans la sierra.
La topographie est lisse sur la côte et rugueuse dans la Sierra. Il existe de nombreuses plaines arides dans la région sud. Le désert de Sechura, situé au sud de la rivière Piura, est le plus grand désert du Pérou et l'un des rares exemples de désert tropical au monde; il borde un terrain tropical au nord. La dépression de Bayóvar, qui est le point le plus bas du Pérou et de tous les tropiques du sud, est située dans ce désert.
Les formes morphologiques les plus courantes sur la côte sont le ruisseau à sec qui devient soudainement abondant quand il y a de fortes pluies, formant partout des forêts tropicales sèches. D'autres caractéristiques sont les dunes en forme de demi-lune, les terrasses marines telles que celles de Máncora, Talara et Lobitos, elles ont été formées par les alluvions fluviales des ríos Chira et Piura.
A l'est, les vallées sont plus ou moins profondes et ont été érodées par les rivières formant des forêts tropicales sèches équatoriales. Le pic majeur dépasse 3000 m. Le Paso de Porculla, au sud-ouest du territoire, ne mesure que 2 138 m d'altitude et c'est le col le plus bas des Andes péruviennes.
Les rivières qui traversent son territoire appartiennent à la fois au bassin versant du Pacifique et au bassin amazonien. Le río Chira est le plus important et se jette dans l'océan Pacifique. Le río Piura se jette également dans l'océan Pacifique bien que le débit varie considérablement avec les saisons changeantes et que pendant de graves sécheresses, il s'assèche.

### Ressources naturelles, faune et flore
Les écorégions du département abritent une variété unique d'orchidées, d'oiseaux, de reptiles, de plantes et de mammifères. Piura est connue pour les meilleurs et les plus anciens citrons verts d'Amérique du Sud ainsi que pour la meilleure mangue d'Amérique du Sud (sèche tropicale). Avec Lambayeque, c'est le lieu d'origine du coton Pima. Piura produit également des bananes, des noix de coco, du riz et d'autres fruits.

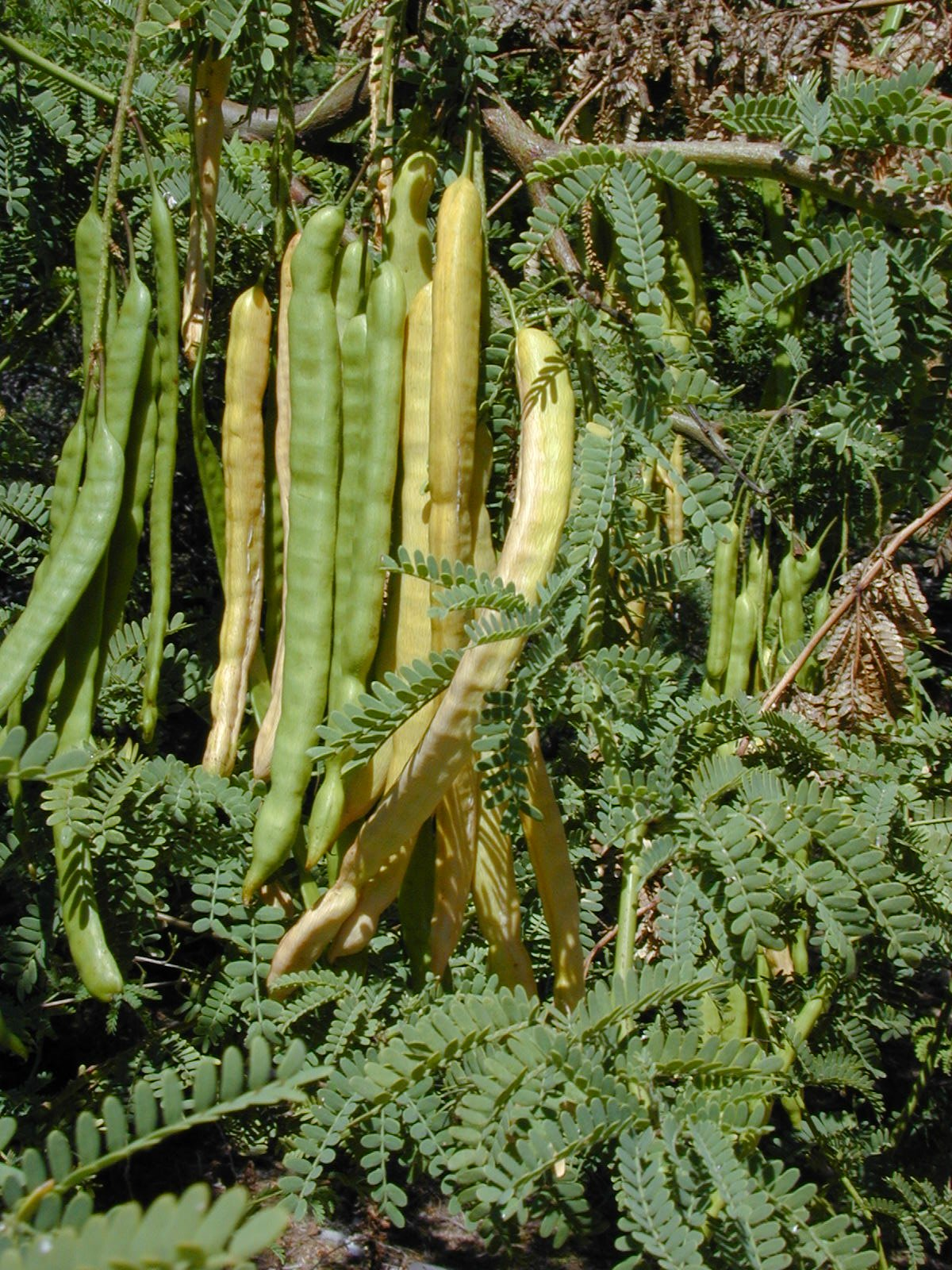
Haricots de caroubier.

Les "Manglares de San Pedro de Vice" dans la province de Sechura sont les mangroves les plus méridionales de la côte Pacifique de l'Amérique du Sud.
Le développement du territoire a été favorisé également par le pétrole trouvé dans le plateau continental océanique de la province de Talara. La pêche est favorisée par les deux courants océaniques qui y convergent. Les mines d'argent sont courantes et les gisements actuels de Bayovar sont également présents.
El algorrobo : Le fruit du caroubier (prosopis pallida) - l'un des arbres les plus abondants et les plus communs de la région - contient des protéines riches en fer et des glucides qui en font un produit énergétique.
Ce fruit est traité pour obtenir l'algarrobina. Les haricots de caroube sont bouillis puis pressés pour en extraire les sucres naturels. Le jus résultant est filtré puis soumis à une évaporation pour atteindre une consistance solide. Ce produit énergisant est principalement utilisé en gastronomie, comme dans la préparation de certaines boissons alcoolisées (cocktails) ou dans des pâtisseries (mousse d'algarrobina) qui, en plus d'avoir une grande saveur, ont une valeur nutritionnelle extrêmement élevée.

## Division administrative
Le département est divisé en 8 provinces, elles-mêmes subdivisées en 65 districts. Avec une superficie de 35 657,5 km2 il représente 3 % du territoire national.

Carte administrative du département de Piura.

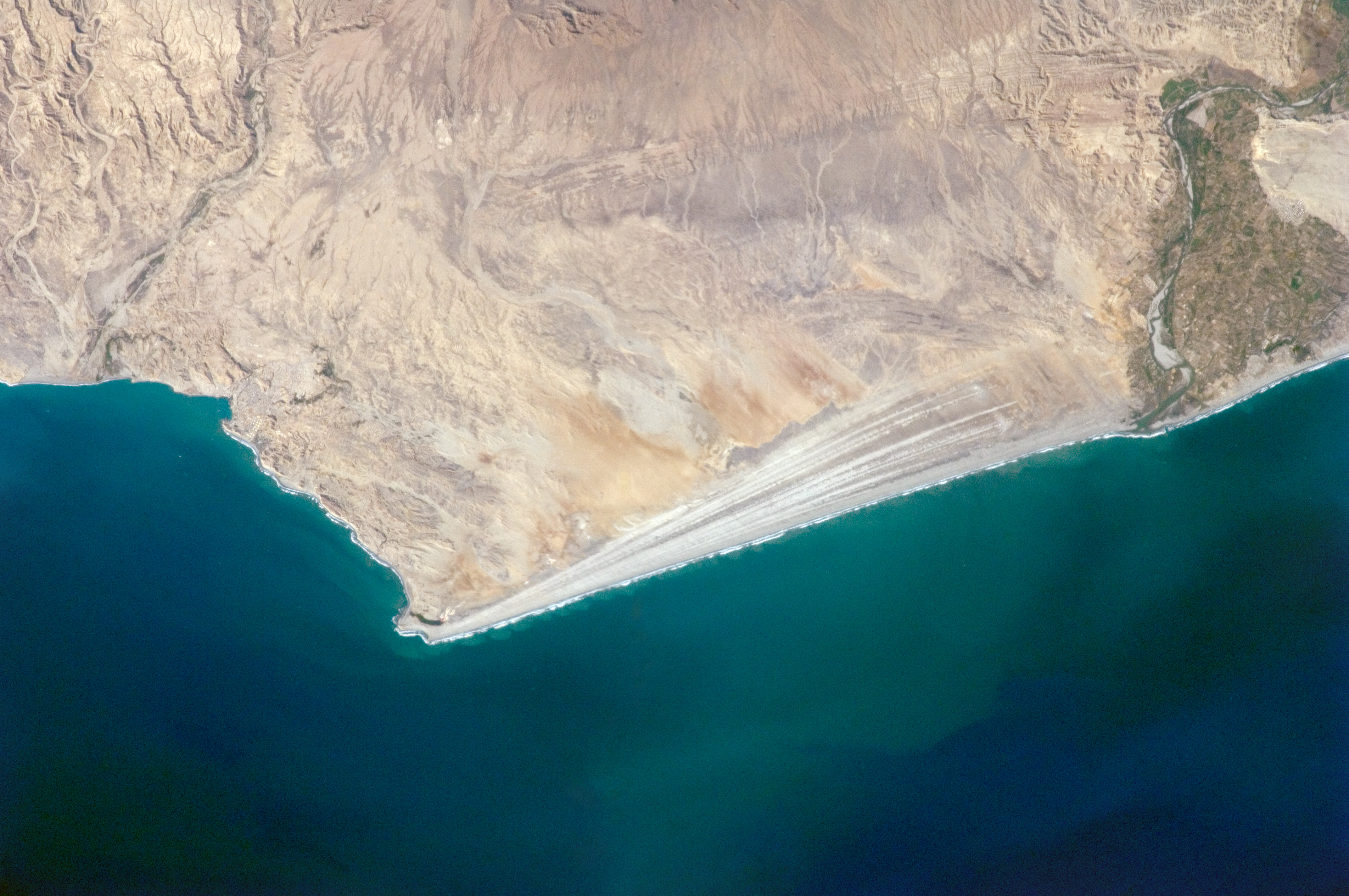
Cap Balcones point extrême ouest de l'Amérique du sud et ses étonnantes formations dunaires.

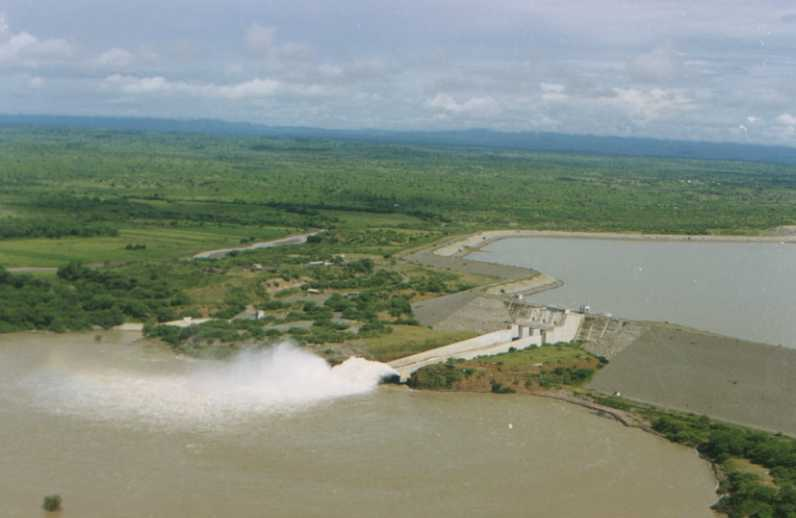
Barrage de Poechos.

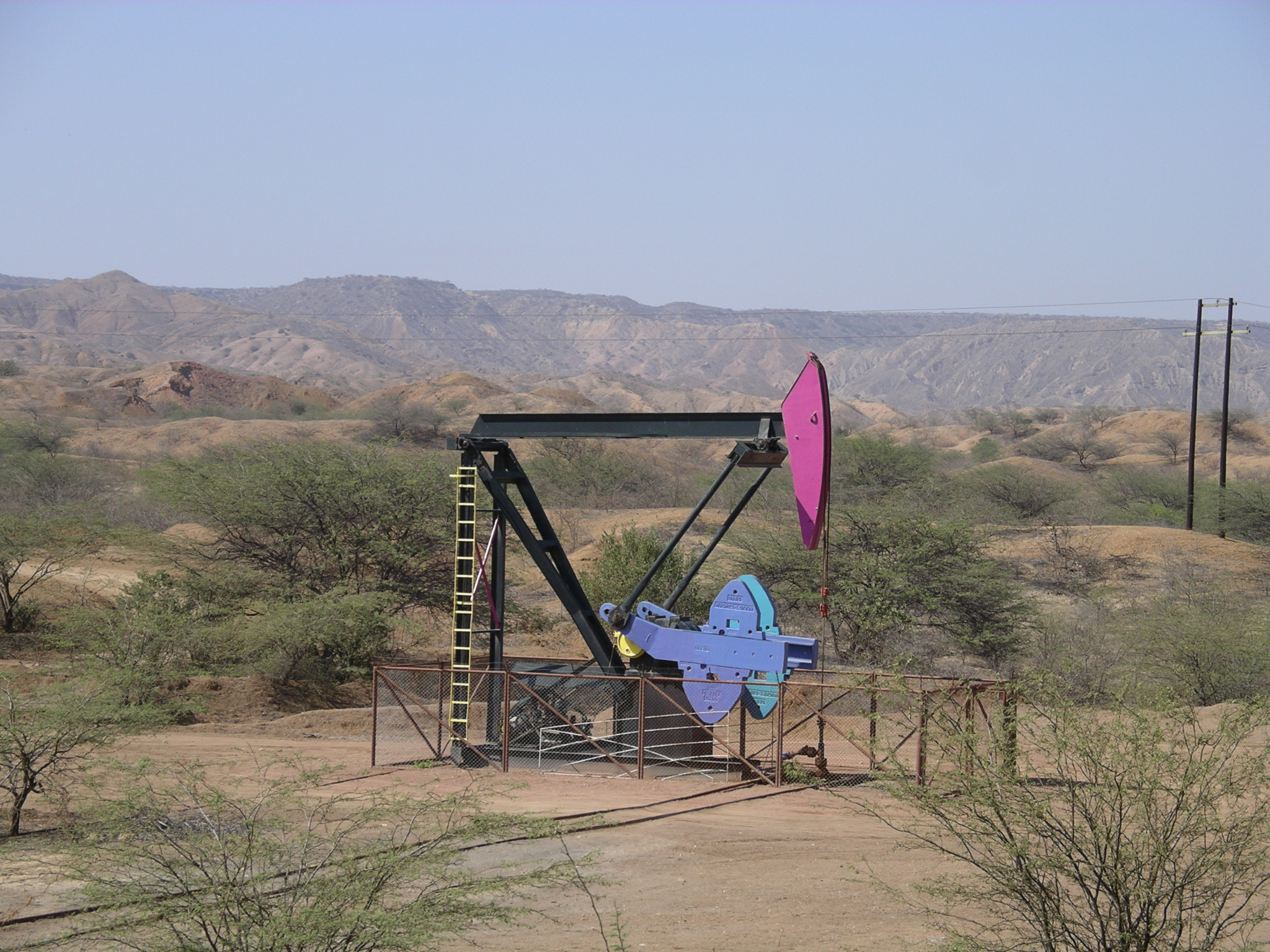
Pompage du pétrole dans la province de Talara.

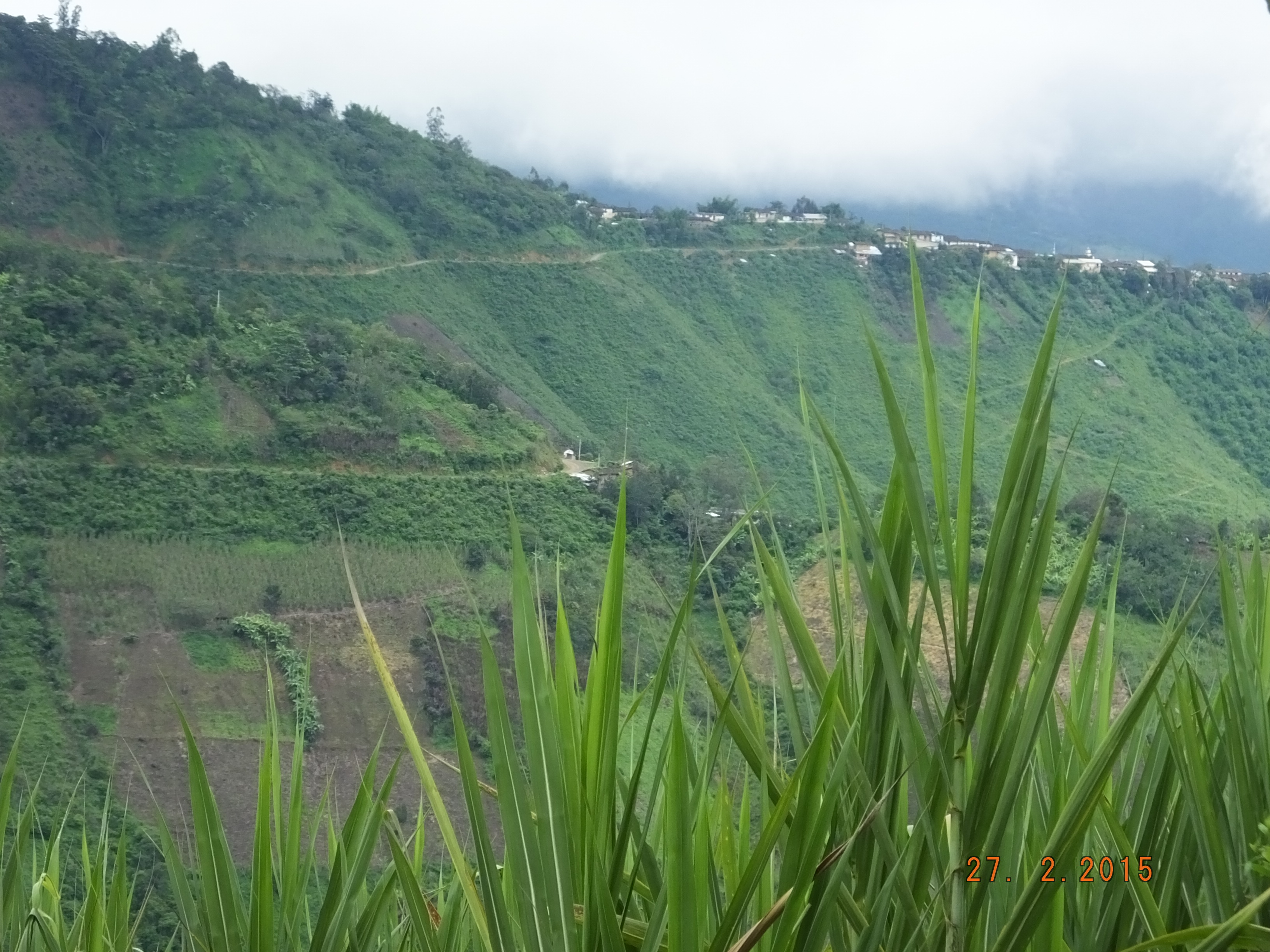
Paysage de la province d'Ayacaba, district de Sicchez.

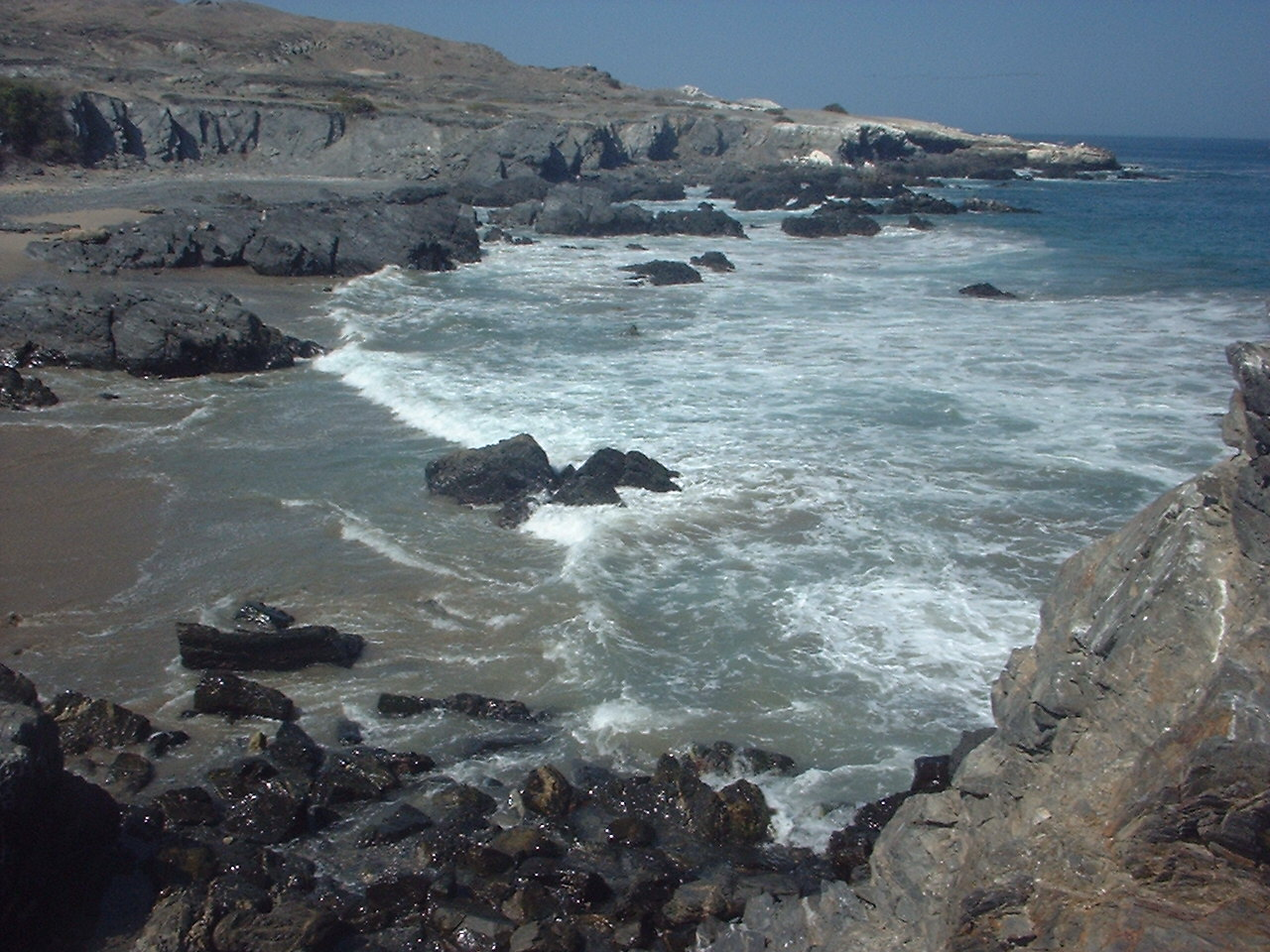
Péninsule d'Illescas, province de Sechura.

| Organisation territoriale de Piura | Organisation territoriale de Piura | Organisation territoriale de Piura | Organisation territoriale de Piura | Organisation territoriale de Piura | Organisation territoriale de Piura | Organisation territoriale de Piura |
| Province                           | Capitale                           | Superficie (km²)                   | Population (2016)                  | Création                           | Altitude (m)                       | District                           |
| ---------------------------------- | ---------------------------------- | ---------------------------------- | ---------------------------------- | ---------------------------------- | ---------------------------------- | ---------------------------------- |
| Province d'Ayabaca                 | Ayabaca                            | 5 221,39                           | 141 115                            |                                    | 1933                               | 1 - Ayabaca                        |
| Province d'Ayabaca                 | Ayabaca                            | 5 221,39                           | 141 115                            | 2 - Frias                          | 1933                               |                                    |
| Province d'Ayabaca                 | Ayabaca                            | 5 221,39                           | 141 115                            | 3 - Jilili                         | 1933                               |                                    |
| Province d'Ayabaca                 | Ayabaca                            | 5 221,39                           | 141 115                            | 4 - Lagunas                        | 1933                               |                                    |
| Province d'Ayabaca                 | Ayabaca                            | 5 221,39                           | 141 115                            | 5 - Montero                        | 1933                               |                                    |
| Province d'Ayabaca                 | Ayabaca                            | 5 221,39                           | 141 115                            | 6 - Pacaipampa                     | 1933                               |                                    |
| Province d'Ayabaca                 | Ayabaca                            | 5 221,39                           | 141 115                            | 7 - Paimas                         | 1933                               |                                    |
| Province d'Ayabaca                 | Ayabaca                            | 5 221,39                           | 141 115                            | 8 - Sapillica                      | 1933                               |                                    |
| Province d'Ayabaca                 | Ayabaca                            | 5 221,39                           | 141 115                            | 9 - Sicches                        | 1933                               |                                    |
| Province d'Ayabaca                 | Ayabaca                            | 5 221,39                           | 141 115                            | 10 - Suyo                          | 1933                               |                                    |
| Province de Huancabamba            | Huancabamba                        | 4 267,36                           | 127 027                            | 1929                               | 1933                               | 1 - Canchaque                      |
| Province de Huancabamba            | Huancabamba                        | 4 267,36                           | 127 027                            | 1929                               | 1933                               | 2 - El Carmen de la Frontera       |
| Province de Huancabamba            | Huancabamba                        | 4 267,36                           | 127 027                            | 1929                               | 1933                               | 3 - Huancabamba                    |
| Province de Huancabamba            | Huancabamba                        | 4 267,36                           | 127 027                            | 1929                               | 1933                               | 4 - Huarmaca                       |
| Province de Huancabamba            | Huancabamba                        | 4 267,36                           | 127 027                            | 1929                               | 1933                               | 5 - Lalaquiz                       |
| Province de Huancabamba            | Huancabamba                        | 4 267,36                           | 127 027                            | 1929                               | 1933                               | 6 - San Miguel de el Faique        |
| Province de Huancabamba            | Huancabamba                        | 4 267,36                           | 127 027                            | 1929                               | 1933                               | 7 - Sondor                         |
| Province de Huancabamba            | Huancabamba                        | 4 267,36                           | 127 027                            | 1929                               | 1933                               | 8 - Sondorillo                     |
| Province de Morropón               | Chulucanas                         | 3 793,14                           | 156 234                            | 1857                               | 92                                 | 1 - Buenos Aires                   |
| Province de Morropón               | Chulucanas                         | 3 793,14                           | 156 234                            | 1857                               | 92                                 | 2 - Chalaco                        |
| Province de Morropón               | Chulucanas                         | 3 793,14                           | 156 234                            | 1857                               | 92                                 | 3 - Chulucanas                     |
| Province de Morropón               | Chulucanas                         | 3 793,14                           | 156 234                            | 1857                               | 92                                 | 4 - La Matanza                     |
| Province de Morropón               | Chulucanas                         | 3 793,14                           | 156 234                            | 1857                               | 92                                 | 5 - Morropón                       |
| Province de Morropón               | Chulucanas                         | 3 793,14                           | 156 234                            | 1857                               | 92                                 | 6 - Salitral                       |
| Province de Morropón               | Chulucanas                         | 3 793,14                           | 156 234                            | 1857                               | 92                                 | 7 - San Juan de Bigote             |
| Province de Morropón               | Chulucanas                         | 3 793,14                           | 156 234                            | 1857                               | 92                                 | 8 - Santa Catalina de Mossa        |
| Province de Morropón               | Chulucanas                         | 3 793,14                           | 156 234                            | 1857                               | 92                                 | 9 - Santo Domingo                  |
| Province de Morropón               | Chulucanas                         | 3 793,14                           | 156 234                            | 1857                               | 92                                 | 10 - Yamango                       |
| Province de Paita                  | Paita                              | 1 728,71                           | 131 537                            | 1861                               | 2                                  | 1 - Amotape                        |
| Province de Paita                  | Paita                              | 1 728,71                           | 131 537                            | 1861                               | 2                                  | 2 - Colan                          |
| Province de Paita                  | Paita                              | 1 728,71                           | 131 537                            | 1861                               | 2                                  | 3 - El Arenal                      |
| Province de Paita                  | Paita                              | 1 728,71                           | 131 537                            | 1861                               | 2                                  | 4 - La Huaca                       |
| Province de Paita                  | Paita                              | 1 728,71                           | 131 537                            | 1861                               | 2                                  | 5 - Paita                          |
| Province de Paita                  | Paita                              | 1 728,71                           | 131 537                            | 1861                               | 2                                  | 6 - Tamarindo                      |
| Province de Paita                  | Paita                              | 1 728,71                           | 131 537                            | 1861                               | 2                                  | 7 - Vichayal                       |
| Province de Piura                  | Piura                              | 6 076,79                           | 773 200                            | 1861                               | 36                                 | 1 - Castilla                       |
| Province de Piura                  | Piura                              | 6 076,79                           | 773 200                            | 1861                               | 36                                 | 2 - Catacaos                       |
| Province de Piura                  | Piura                              | 6 076,79                           | 773 200                            | 1861                               | 36                                 | 3 - Cura Mori                      |
| Province de Piura                  | Piura                              | 6 076,79                           | 773 200                            | 1861                               | 36                                 | 4 - El Tallán                      |
| Province de Piura                  | Piura                              | 6 076,79                           | 773 200                            | 1861                               | 36                                 | 5 - La Arena                       |
| Province de Piura                  | Piura                              | 6 076,79                           | 773 200                            | 1861                               | 36                                 | 6 - La Unión                       |
| Province de Piura                  | Piura                              | 6 076,79                           | 773 200                            | 1861                               | 36                                 | 7 - Las Lomas                      |
| Province de Piura                  | Piura                              | 6 076,79                           | 773 200                            | 1861                               | 36                                 | 8 - Piura                          |
| Province de Piura                  | Piura                              | 6 076,79                           | 773 200                            | 1861                               | 36                                 | 9 - Tambogrande                    |
| Province de Piura                  | Piura                              | 6 076,79                           | 773 200                            | 1861                               | 36                                 | 10 - Veintiséis de Octubre         |
| Province de Sechura                | Sechura                            | 6 311,69                           | 76 645                             | 1993                               | 15                                 | 1 - Bellavista de la Unión         |
| Province de Sechura                | Sechura                            | 6 311,69                           | 76 645                             | 1993                               | 15                                 | 2 - Bernal                         |
| Province de Sechura                | Sechura                            | 6 311,69                           | 76 645                             | 1993                               | 15                                 | 3 - Cristo nos Valga               |
| Province de Sechura                | Sechura                            | 6 311,69                           | 76 645                             | 1993                               | 15                                 | 4 - Rinconada Llicuar              |
| Province de Sechura                | Sechura                            | 6 311,69                           | 76 645                             | 1993                               | 15                                 | 5 - Sechura                        |
| Province de Sechura                | Sechura                            | 6 311,69                           | 76 645                             | 1993                               | 15                                 | 6 - Vice                           |
| Province de Sullana                | Sullana                            | 5 458,93                           | 319 736                            |                                    | 64                                 | 1 - Bellavista                     |
| Province de Sullana                | Sullana                            | 5 458,93                           | 319 736                            | 2 - Ignacio Escudero               | 64                                 |                                    |
| Province de Sullana                | Sullana                            | 5 458,93                           | 319 736                            | 3 - Lancones                       | 64                                 |                                    |
| Province de Sullana                | Sullana                            | 5 458,93                           | 319 736                            | 4 - Marcavelica                    | 64                                 |                                    |
| Province de Sullana                | Sullana                            | 5 458,93                           | 319 736                            | 5 - Miguel Checa                   | 64                                 |                                    |
| Province de Sullana                | Sullana                            | 5 458,93                           | 319 736                            | 6 - Querecotillo                   | 64                                 |                                    |
| Province de Sullana                | Sullana                            | 5 458,93                           | 319 736                            | 7 - Salitral                       | 64                                 |                                    |
| Province de Sullana                | Sullana                            | 5 458,93                           | 319 736                            | 8 - Sullana                        | 64                                 |                                    |
| Province de Talara                 | Talara                             | 2 799,49                           | 133 123                            | 1956                               | 5                                  | 1 - El Alto                        |
| Province de Talara                 | Talara                             | 2 799,49                           | 133 123                            | 1956                               | 5                                  | 2 - La Brea                        |
| Province de Talara                 | Talara                             | 2 799,49                           | 133 123                            | 1956                               | 5                                  | 3 - Lobitos                        |
| Province de Talara                 | Talara                             | 2 799,49                           | 133 123                            | 1956                               | 5                                  | 4 - Los Organos                    |
| Province de Talara                 | Talara                             | 2 799,49                           | 133 123                            | 1956                               | 5                                  | 5 - Máncora                        |
| Province de Talara                 | Talara                             | 2 799,49                           | 133 123                            | 1956                               | 5                                  | 6 - Pariñas                        |
|                                    | Total                              | 35 657,5                           | 1 740 217                          |                                    |                                    | 65                                 |

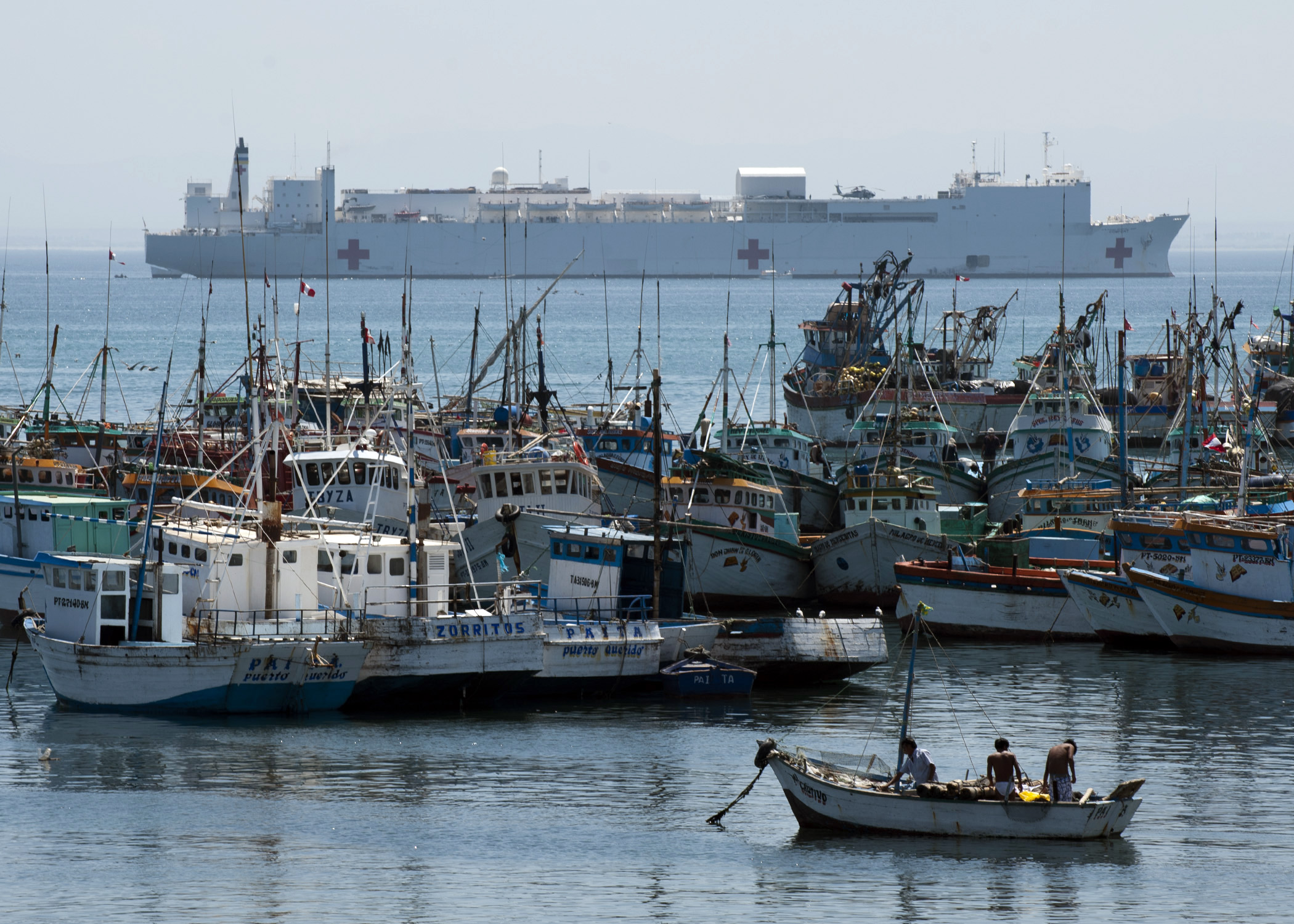
Navire hôpital de l'US Navy dans le port de Paita.

Fusion envisagée : Le dernier programme de décentralisation du pays est en pause après que la proposition de créer une nouvelle "Región Norte" en fusionnant les départements de Piura, de Lambayeque et de Tumbes a été rejetée lors du référendum national du 30 octobre 2005.

| Océan Pacifique | Tumbes (département)     | Équateur                                         |
| Océan Pacifique | Département de Piura     | Cajamarca (département)                          |
| Océan Pacifique | Lambayeque (département) | Cajamarca (département) Lambayeque (département) |

### Autorités départementales

#### Régionales
2019-2022
- Gouverneur régional: Servando García Correa (MIFR - Movimiento Independiente Fuerza Regional).
- Vice-gouverneur régional: Marco Antonio Purizaca Pareja (MIFR).
- Conseillers:

1. Piura:
  - Alfonso Llanos Flores (PDSP - Partido Democrático Somos Perú)
  - José Antonio Lázaro García (MIFR)
  - José Luis Morey Requejo (Región para Todos)
2. Ayabaca: Rolando Saavedra Flores (MIFR)
3. Huancabamba: Jorge Alejandro Neira García (MIFR)
4. Morropón: Víctor Manuel Chiroque Flores (PDSP)
5. Paita: Félix Abelardo Maldonado Chapilliquen (RpT - Región para Todos)
6. Sullana:
  - José María Lecarnaque Castro (RpT)
  - Leónidas Flores Neira (MRSP - Movimiento Regional Seguridad y Prosperidad)
7. Talara: Yasser Kenneth Arambulo Abad (MRSP)
8. Sechura: Virgilio Laureano Ayala Jacinto (Alianza para el Progreso)

#### Religieuses
Archevêque de Piura: Mgr. José Antonio Eguren

## Population
Depuis le recensement de 1981, Piura est devenu le deuxième département du Pérou quant au nombre d'habitants ; ceci, malgré le fait qu'au cours des quarante dernières années, sa population s'est multipliée un peu moins (par 2,36) que l'ensemble du Pérou (par 2,57). Sa densité de population est donc la quatrième du pays, avec 57 habitants au km², seulement en dessous de Lima, Lambayeque et La Libertad.
La répartition de cette population est inégale. Comme cela arrive presque toujours, la province de la capitale en concentre de plus en plus un pourcentage élevé (37,53 % en 2002), suivie par Sullana, située dans la fertile vallée de Chira. La grande majorité des habitants du département (74,4 %) vit en zone urbaine.

## Patrimoines naturel, culturel et historique
Plusieurs romans de l'écrivain Prix Nobel Mario Vargas Llosa se déroulent tout ou partie dans la région de Piura, comme Qui a tué Palomino Molero? ou Le héros discret, et en décrivent certains aspects de la population et de la vie.

### Patrimoine naturel
Les plages : Le soleil est constant à Piura et son ciel bleu, où se mêlent l'âme du désert et la lumière des tropiques, la rendent unique en Amérique du Sud. La plage tranquille de Colán, au centre du département, est idéale pour se détendre en raison de ses eaux calmes d'émeraude et de la luminosité particulière de sa nuit. La mer turquoise et chaude (24 °C en moyenne) et variée, a fait la renommée de Piura dans le monde entier, comme ses plages de sable jaunâtre et orangé, idéales pour le surf ou la pêche en haute mer, bordées de caroubiers et de savanes tropicales, telles que Máncora, Los Órganos et Cabo Blanco. C'est au large de cette dernière que l'homme d'affaires texan Alfred Glassell Jr. a attrapé le plus grand marlin noir du monde en 1953 (708 kg).
Hemingway : Concernant la présence d'Ernest Hemingway, Nazaret Solís écrit:« Bien qu'il soit resté dans les parages trente-six jours, il n'a jamais réussi à attraper un poisson supérieur à celui de Glassell. Cependant, sa présence restera imprégnée dans la mémoire des habitants et des journalistes ». Son séjour et la capture du poisson géant inspireront à Hemingway son roman Le vieil homme et la mer et le film homonyme de John Sturges avec Spencer Tracy, tourné en 1958, utilisera même des images de la prise effectuée par Glassel.
L'île de Foca : Une autre attraction de la région de Piura est l'île de Foca, située dans la crique de Paita appelée La Islilla. L'île de Foca est située à environ un kilomètre du rivage. On y trouve une grande diversité d'oiseaux, y compris le manchot de Humboldt, des mammifères tels que les otaries, les loutres, les dauphins et les baleines à bosse. Des sports comme la pêche et la plongée sont pratiqués aussi bien par les professionnels que par les amateurs, il y a aussi des excursions en bateau autour de l'île, une promenade à pied à travers elle et l'observation des baleines en bateau. Ces activités attirent des touristes du monde entier.
Réserves naturelles : Toute la région est entourée de forêts tropicales sèches regorgeant d'animaux sauvages, comme dans la réserve nationale de Cerros de Amotape. Les mangroves Vice à Sechura sont les mangroves les plus méridionales de l'océan Pacifique d'Amérique du Sud et sont uniques au monde pour leur importance.

### Patrimoines culturel et historique
Dans la ville même de Piura, il y a des lieux de grand intérêt, tels que sa Plaza de Armas, les églises de Carmen et de San Francisco, d'authentiques joyaux architecturaux du XVIIIe siècle, le musée de la maison de l'amiral Miguel Grau, le musée d'art religieux, le musée municipal.
Dans le district voisin de Catacaos, les bijoux, comme le filigrane d'argent, les chapeaux et les objets artisanaux, ainsi que sa cuisine riche et variée, sont bien connus des habitants et des étrangers.
Plus au centre se trouve Morropón, berceau du tondero, un rythme et une danse typique de la région, aussi célèbre pour ses habitants charismatiques et festifs tels que les piajenos descendant de gitans, les joueurs de tonderos et les descendants d'esclaves d'origine malgache, qui chantent avec bonheur une sorte de récitation appelée cumanana (es).
À Chulucanas, la céramique traditionnelle a transcendé les frontières du pays.
Dans le port de Paita, il y a des maisons de personnalités telles que celles de l'écrivain Sofocleto, dit « Sofocleto »; du ténor lyrique Luigi Alva; du héros Miguel Grau; du grand poète chilien Pablo Neruda; des héros du combat de Dos de Mayo 1866, les frères Cárcamo; de l'actrice hollywoodienne Paiteña épouse de John Wayne, Pilar Pallete (es), ainsi que des consulats de différents pays et de belles maisons coloniales.
L'église cathédrale de Piura - fondée en 1588, sur la Plaza de Armas, est une icône de la ville, comme San Francisco fondée par l'ordre franciscain, San Sebastián fondée en 1911 ou l'église Marie Auxiliatrice. À remarquer aussi l'église San Lucas de Colan, située dans la province autonome de Paita.

Patrimoine du département de Piura.
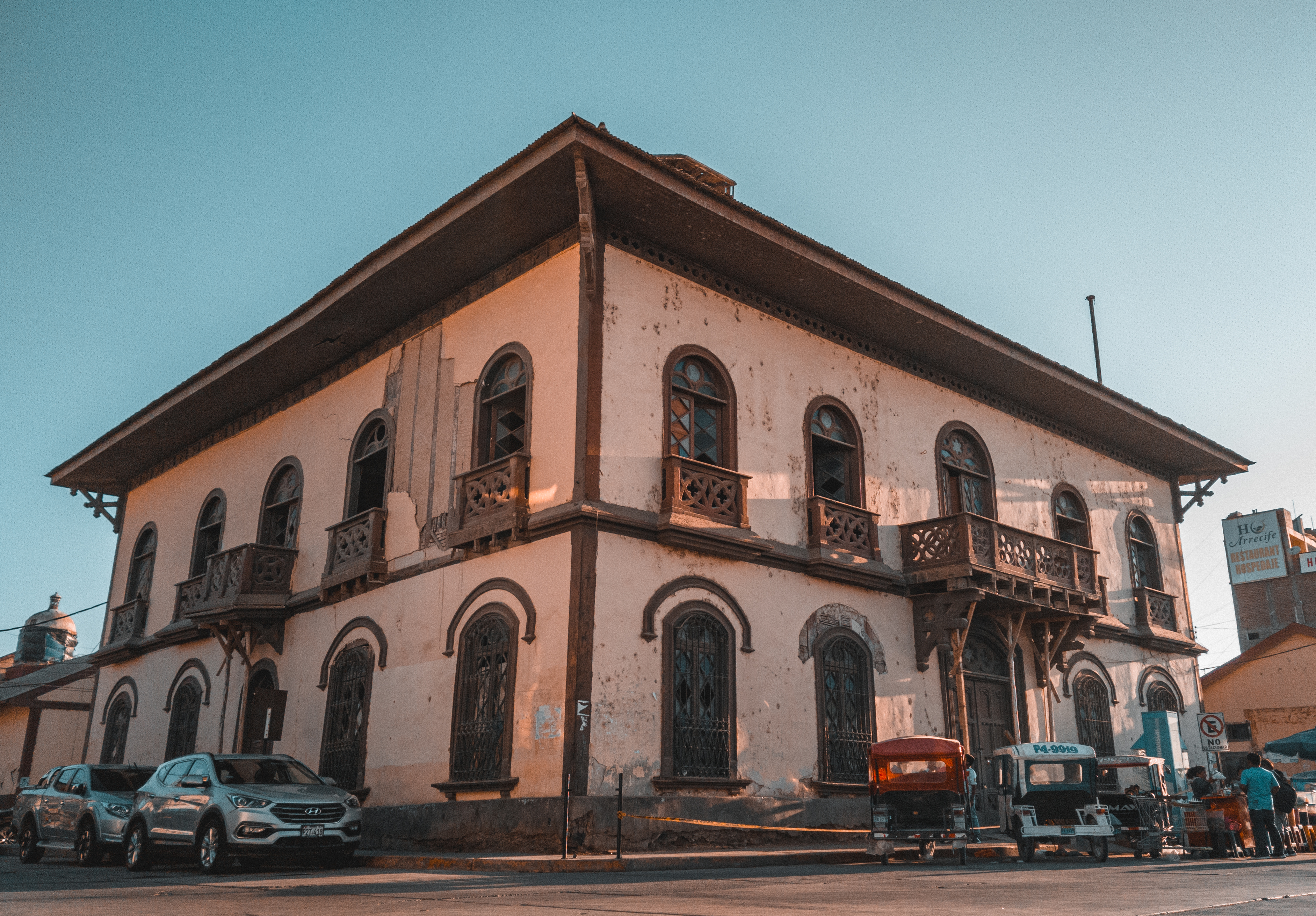
Ancien bâtiment de la douane à Paita.
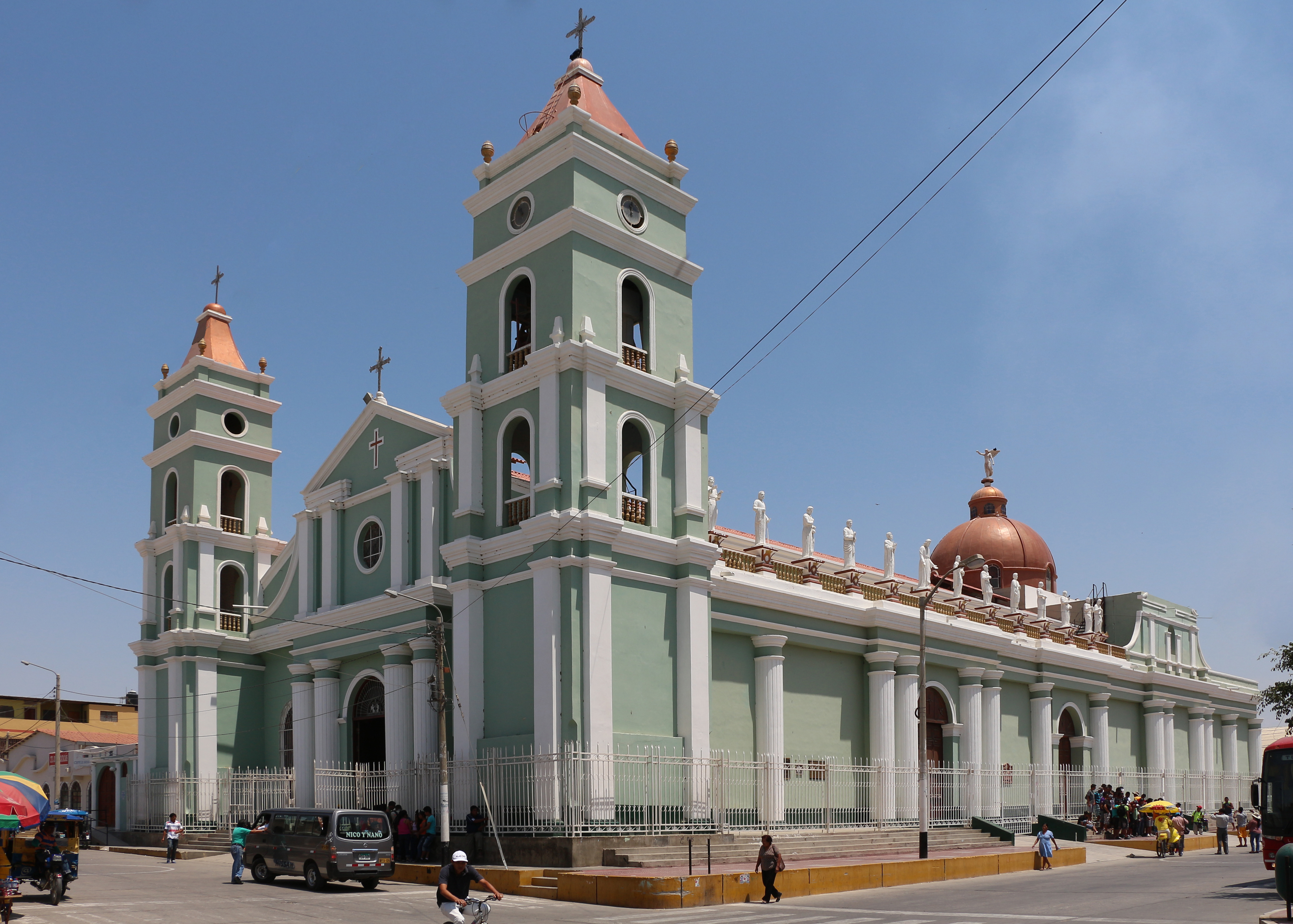
Église St.Jean Baptiste à Catacaos.
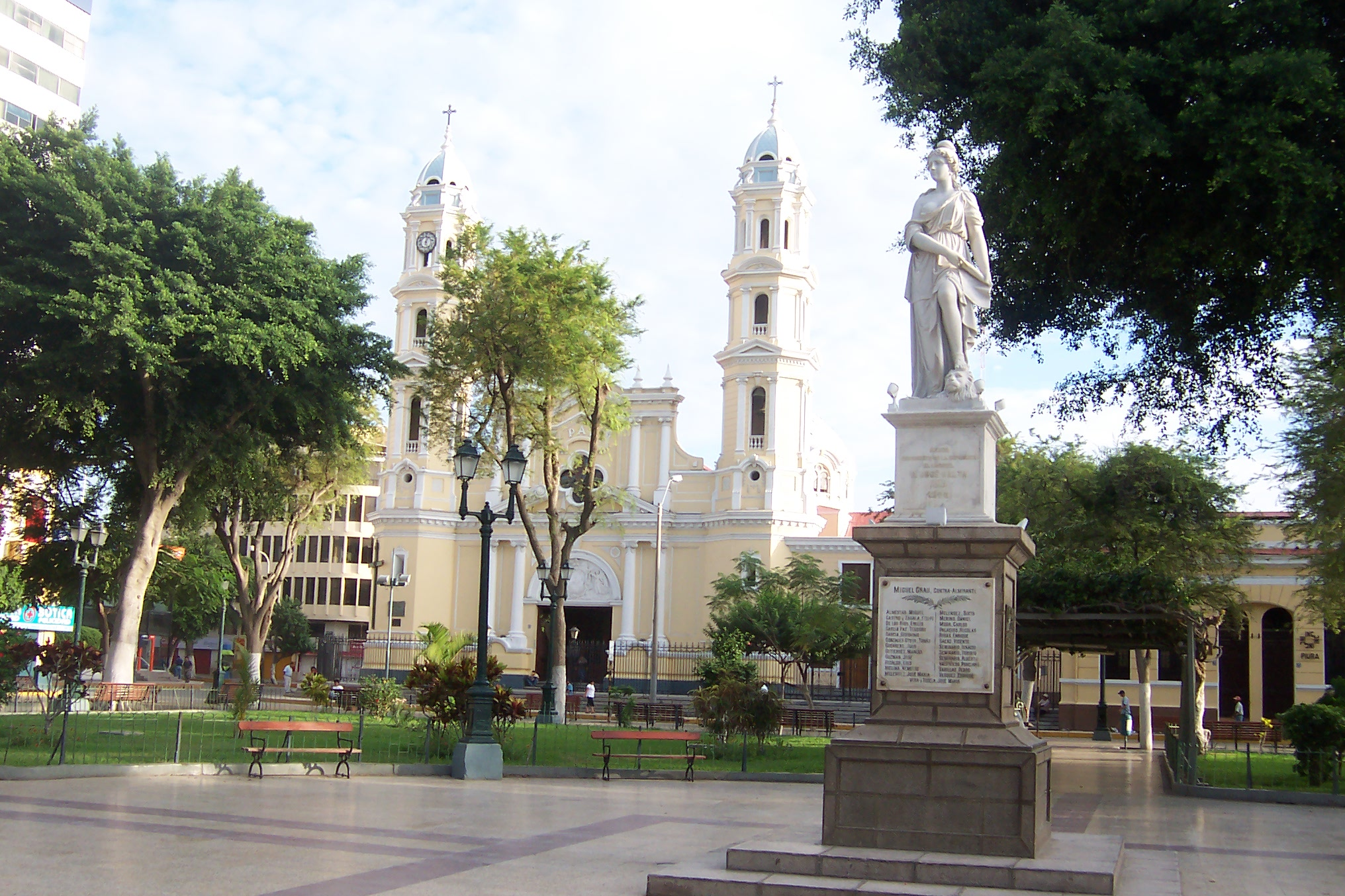
Plaza de armas de Piura.
Église de Sullana.

### Archéologie

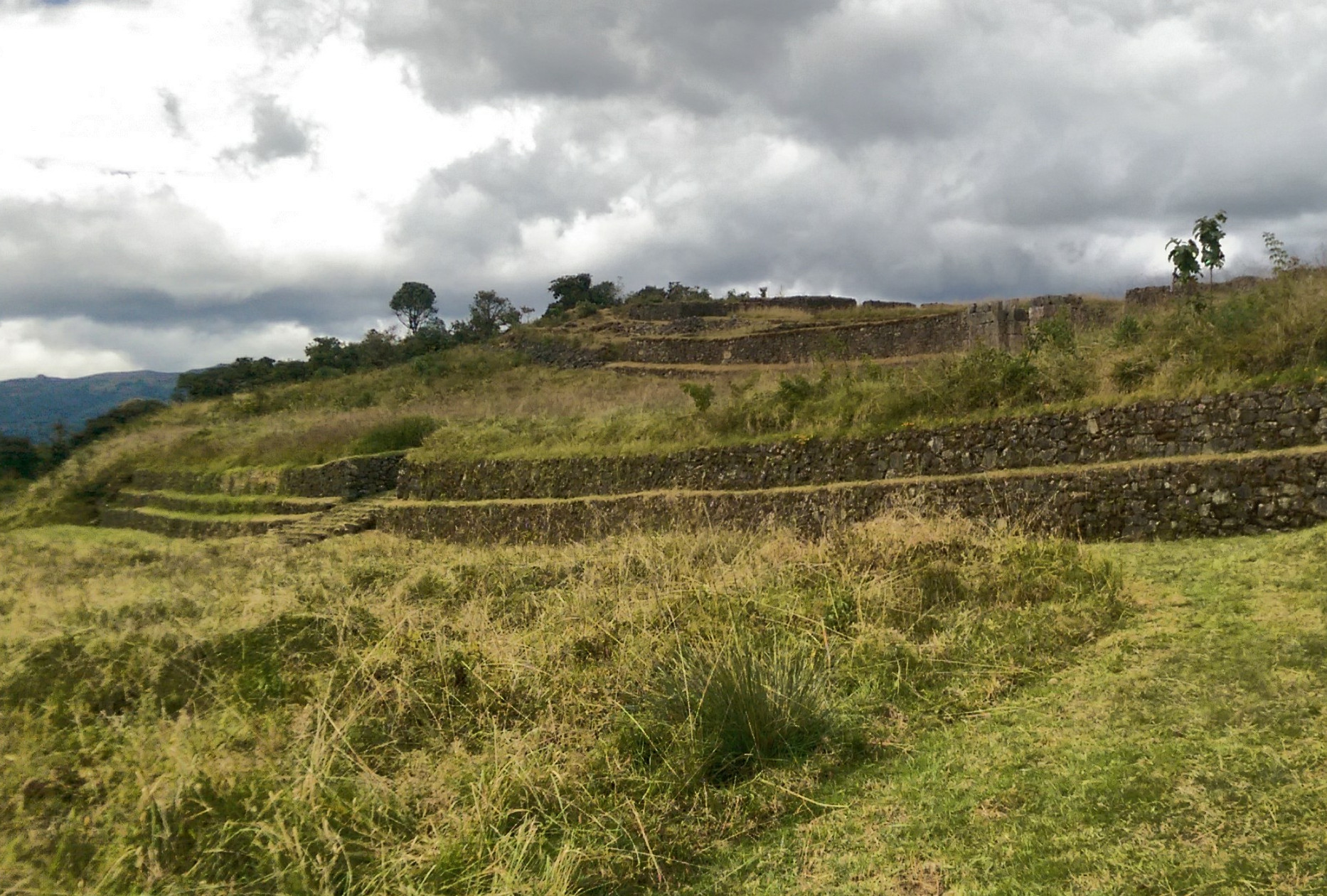
Aypate.

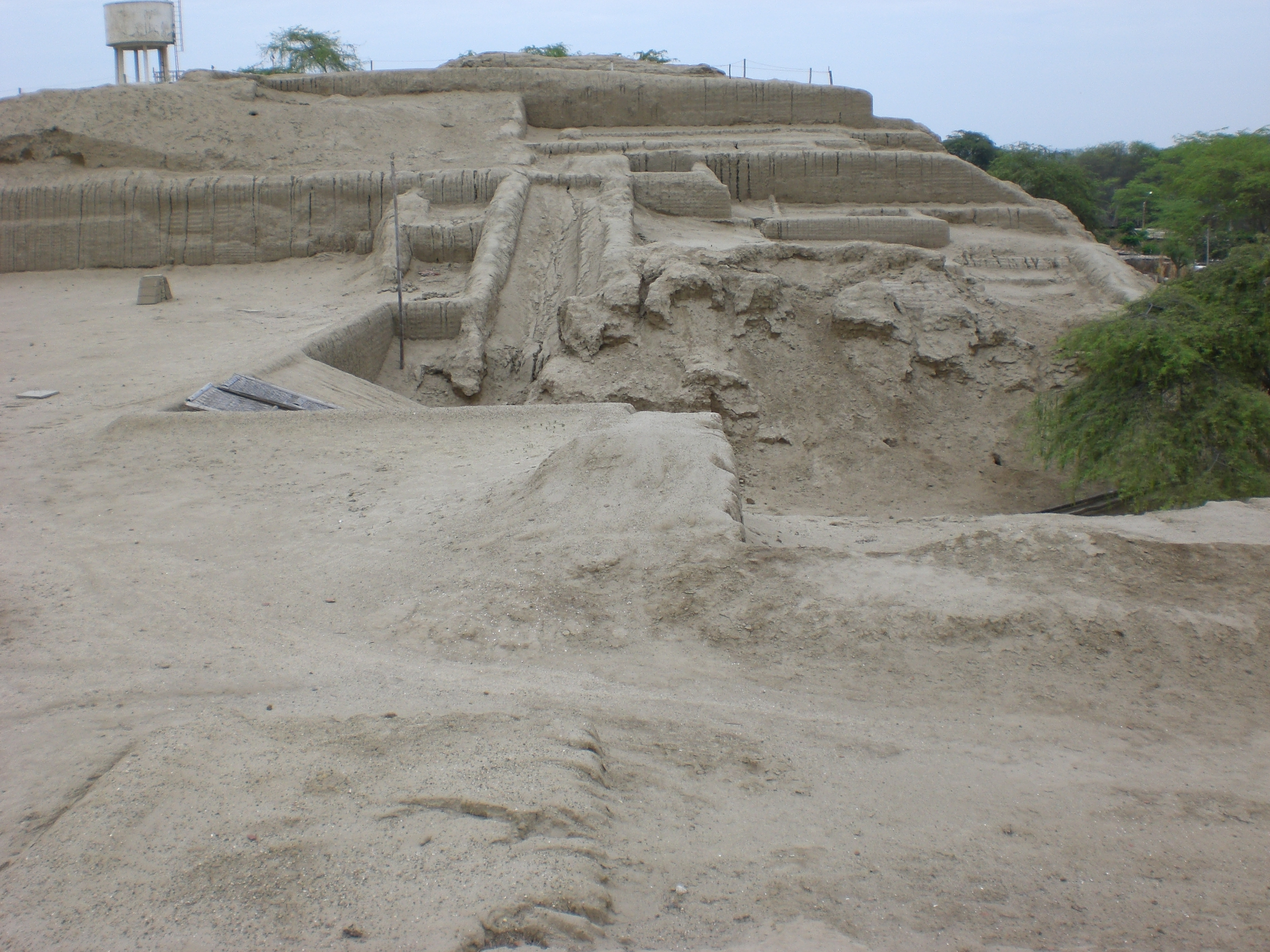
Narihualá.

Zone archéologique de Vicus: À 56 km au sud-ouest de Piura, l'une des plus anciennes cultures de la côte péruvienne s'est développée dans cette zone. Les pièces trouvées sont essentiellement en métaux précieux et en céramiques.
Zone archéologique d'Aypate : À 40 km au sud-est d'Ayabaca, le site d'Aypate à 2 916 m d'altitude est connu sous le nom de Machu Picchu del Norte (surnom également attribué avec plus de raison au site Chachapoyas de Kuélap) en raison de sa perfection et de sa similitude avec la pierre utilisée dans les bâtiments de la province d'Urubamba.
C'était un centre politique, religieux et militaire assez important situé sur le Qhapaq Ñan, lorsque l'empire Inca a établi ses colonies dans la région.
Pétroglyphes de Santa Rosa de Suyo : Situés à 101 km d'Ayabaca, les pétroglyphes représentent des animaux stylisés et des figures.
Pétroglyphes de Samanga : À 63 km d'Ayabaca, il y a environ trois cents pierres de différentes tailles dispersées dans la zone frontalière d'Ayabaca, ce qui en fait l'un des plus grands complexes du genre dans le pays.
Huaca Narihuala: C'était la capitale de la nation Tallan, elle est située à seulement 2 km au sud-est de Catacaos en suivant la route qui mène à Bajo Piura. On y trouve la huaca qui était le centre politique, administratif et religieux des Tallanes, une culture très particulière. Architectes par excellence, ils ont construit de beaux temples et palais d'adobe. Il y a un musée sur place.

### Gastronomie
La variété et la saveur de la gastronomie dans le département de Piura, qui est une partie importante de la gastronomie péruvienne, s'explique par la confluence de diverses pratiques culturelles, de ses vastes ressources alimentaires et de l'influence des marins.
D'un côté, la tradition, avec les diverses civilisations précolombiennes andines et côtières, puis les Espagnols et ensuite les Européens et d'autre part, un développement local basé sur l'utilisation de certains ingrédients localisés, indigènes, comme le plantain ou le haricot sarandaja, avec en troisième lieu la non moins traditionnelle variété de plats préparés avec des fruits de la mer.

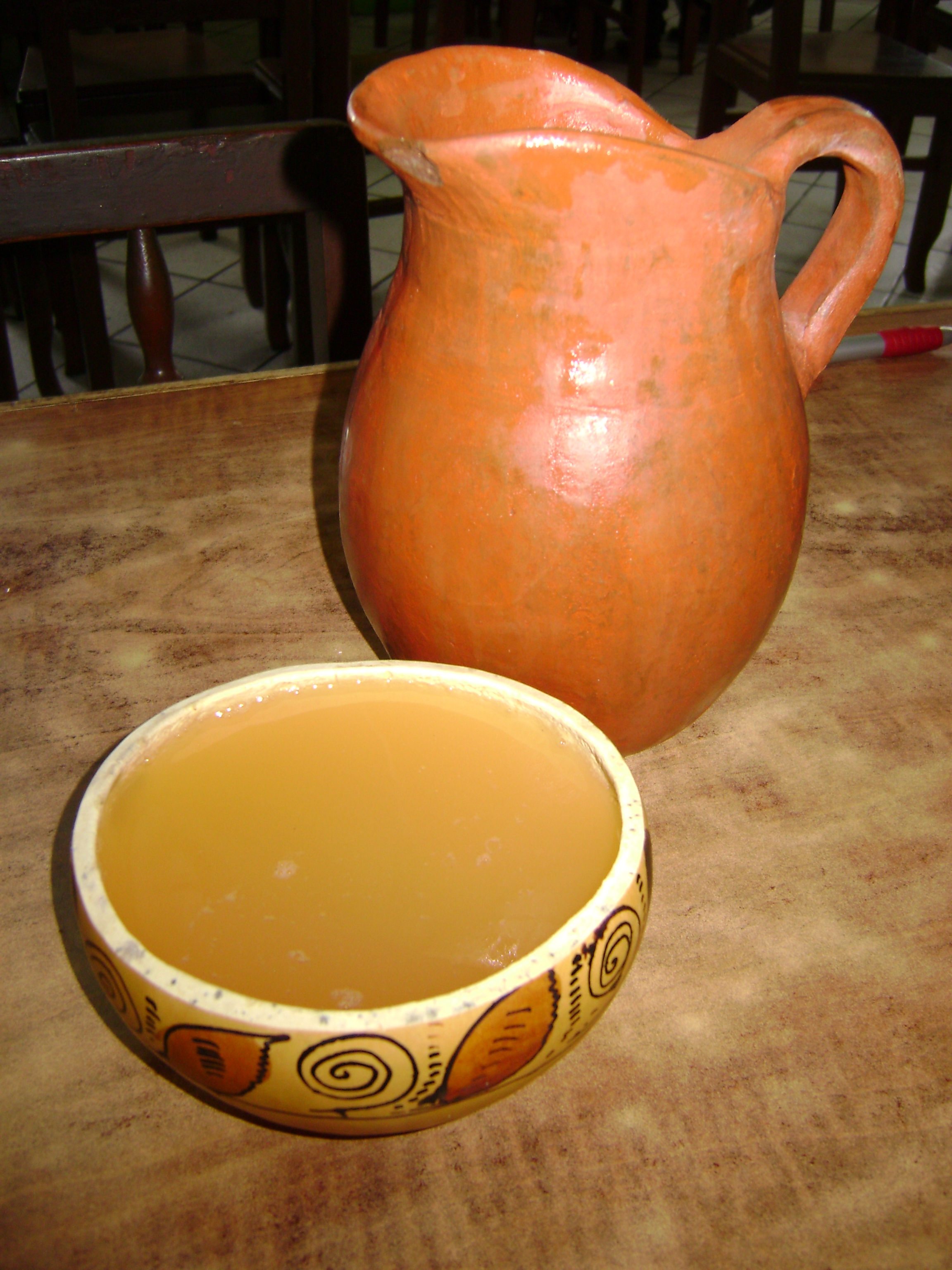
Clarito servi dans un récipient appelé poto à Catacaos.

Le célèbre ceviche serait originaire de la côte de Piura, en particulier de la province autonome de Paita.
Dans les plats à influence andine, des ingrédients andins sont utilisés, tels que le piment, le manioc (yuca), le maïs, le maïs grillé (cancha) ou la pomme de terre (papa), et d'autres qui ont traversé la mer avec la conquête espagnole comme le bœuf, le chevreau, le porc, le poulet ou l'agneau.
D'autres sont arrives plus tard (riz, banane, mangue, raisin, etc.). Dans la gastronomie de Piura, la banane (plátano) a une mention spéciale, car très utilisée dans ses différentes présentations; en chips de bananes vertes, en purée avec des pommes de terre comme dans le majado (es). De même, les haricots (frejol) de toutes sortes qui ont des utilisations multiples dans les aliments.
Piura, étant un département côtier, a développé un aspect gastronomique dont les ingrédients fondamentaux sont les poissons, crustacés et coquillages. Parmi les plats préférés des habitants de Piura figurent le ceviche de mérou, le ceviche de coque noire, les fruits de mer ou le mérou à la vapeur, le riz aux fruits de mer, entre autres.
Le plat régional est le seco de chavelo (es), à base de viande de bœuf tendre, d'herbes, de banane écrasée et d'épices séchées. À Sullana, le poisson bouilli est une spécialité.
Les desserts typiques de Piura sont le chumbeque (une sorte de touron), la crème anglaise à base de lait de chèvre, les cocadas (graines de cvaroube caramélisée), le riz au lait piurano, etc.
La chicha de jora qui a son propre style à Piura (clarito) est la boisson préférée pour accompagner la nourriture. Le cocktail à base de caroube, de pisco et de cannelle est servi les jours de fête ou lors de soirées.

### Folklore
À Piura vie une étonnante culture métisse, puisque toutes les origines; amérindienne, africaine, européenne, asiatique ... se mélangent ici. Les Piuranos ont un accent différent de leurs voisins. Ils ont tendance à allonger leurs syllabes de la même manière que les Mexicains du Nord. Ils ont leur propre argot, les habitants, par exemple, se nomment eux-mêmes familièrement Churres.
Les Piuranos se caractérisent par leur esprit spirituel, leur musique mélancolique et leurs personnalités accueillantes. Comme beaucoup de Péruviens, ils aiment boire de la chicha de jora, du pisco ou de la bière et beaucoup d'entre eux ont une inclination à la créativité et à l'art comme source de revenus.
Comme le climat chaud de la région interdit les travaux physiques à partir de 13 h, il est donc de tradition de faire la sieste jusqu'à 16 h et mieux vaut se lever tôt pour faire les choses importantes avant midi.
Les processions et les pèlerinages religieux, comme celui du Cristo de Ayabaca, sont passionnément pratiqués par certains habitants.

#### Artisanat
La poterie Chulucana, les chapeaux et l'orfèvrerie sont les artisanats de la province de Catacaos.
Des « cowboys » du nord ou piajenos peuvent encore être vus aujourd'hui errant dans les déserts de Sechura, Catacaos et les forêts de Morropon transportant leurs marchandises à l'aide d'ânes et de mulets. Ils semblent ressembler physiquement aux cow-boys du sud-ouest américain, ou aux gauchos argentins et aux charros mexicains. Ils sont réputés non seulement pour leurs capacités à chanter et à jouer Cumanana et Tondero, mais aussi en tant qu'orfèvres qui travaillent les boucles d'oreilles en filigrane, ainsi que les cuirs, les chapeaux, les ustensiles en bois et en argent de la région de Catacaos.

#### Musique, chant et danse
La cumanana : C'est une chanson improvisée composée en quatrains ou dixièmes qui est généralement chantée au son de harpes ou de guitares typiques des peuples mulâtres et métis de Piura, en particulier dans le district de Morropón .
Les thèmes sont généralement proposés au chanteur par ceux qui assistent à une fête et ils expriment généralement de l'amour, des attitudes d'angoisse et de mécontentement face à la vie, ils présentent également généralement un méfait malveillant ou une intention provocante. Il y a même des duels entre cumaneros. La Cumanana a été déclarée Patrimoine Culturel de la Nation le 26 novembre 2004.
Le recueil de chansons Piuran : Le département de Piura est riche en littérature orale et écrite. Les poètes et les conteurs, universitaires ou autodidactes, nourrissent la culture régionale. Une partie de cette richesse est un recueil de chansons émergeant dans lequel s'exprime la philosophie populaire, en particulier l'humour du nord, la reconnaissance et l'affection pour les travailleurs, les façons de tomber amoureux.
La Cumbia :  La cumbia péruvienne est un sous-genre musical populaire du Pérou, né de la fusion des rythmes colombiens tels que la cumbia , des Cubains tels que le guaracha, des Américains tels que le rock psychédélique et des rythmes indigènes péruviens tels que le huayno et le gang amazonien, ainsi que la présence à plus petite échelle de musique créole et afro-péruvienne .

#### Mouvements musicaux
Actuellement, la scène musicale de la région de Piura devient variée et intéressante. Dans l'environnement local, des genres aussi variés que le punk, le rock et le métal se sont développés depuis 15 ans. Pachanga, merengue et salsa sont également présents dans la musique Piura.

## Économie
L'extraction du (fer, sel et phosphates) et l'extraction du pétrole (qui équivaut à 33% de la production nationale du Pérou) sont très importantes. En outre, il existe une production minière de potassium, de cuivre, de plomb, d'argent, de bentonite et de barytine
Dans le département de Piura, on produit des caroubiers, du sorgo, du riz, du maïs jaune, du maïs féculent, de la banane, de la noix de coco, du citron, du yuca, de la mangue et d'autres arbres fruitiers.
Piura est le quatrième département de production de volaille au Pérou. La production halieutique du département est principalement utilisée pour la farine de poisson. Il y a aussi une bonne production d'engrais. 30 % des poissons destinés à la consommation humaine au Pérou proviennent des côtes de Piura, et il existe de nombreuses écloseries de poissons tropicaux.
La fabrication de parquet et la production d'électricité par les centrales hydroélectriques de Culqui, Poechos et Curumuy sont d'autres domaines importants. Le département de Piura n'est que la sixième économie du pays, mais devrait devenir l'une des plus grandes de la côte péruvienne grâce à ses performances élevées au cours des dernières années.
En chiffres (2019) :
- IDH = 0,5130[9].
- PIB = 215 000 000 $[10].
- PIB par habitant = 872 $[11].

### Transport et médias
Le département compte plusieurs ports : Paita, qui est le deuxième plus important du pays,Talara et Bayóvar.
Deux aéroports desservent Piura : L'Aeropuerto Internacional Capitán FAP Guillermo Concha Iberico (es) à Piura et un ancien aérodrome utilisé par l'US Air Force, l'Aeropuerto Internacional Capitán FAP Víctor Montes Arias (es) à Talara.

### Média
Le département de Piura dispose de trois journauxécrits, Diario el Tiempo, qui est le doyen; le Diario El Correo avec son édition régionale et le Diario La Hora récemment créé. De même, il dispose d'un important réseau radiophonique, où se distinguent Radio Cutivalú de Piura et Radio La Capullana de Sullana.
Au niveau des médias électroniques, le plus important est le journal El Regional de Piura et Radio Cutivalú dans leur version similaire. A la télévision, il y a une production locale, mais assez limitée par les programmes « clé en main » qui produits à Lima, comme dans tout le Pérou.

### Enseignement,
Le département comporte 3 558 écoles publiques et privées, dont 881 pour la formation initiale, 2 125 pour l'enseignement primaire et 552 établissements d'enseignement secondaire.
Les principaux instituts spécialisées sont, l'Institut Technologique Public Miguel Grau et l'Institut technologique privé Otto Tonsmann.
L'enseignement universitaire est dispensé à l'Université nationale de Piura, l'Université de Piura, l'Université nationale de la frontière de Sullana.
Des universités privées ont des antennes locales comme, l'Université privée Antenor Orrego, l'Université César Vallejo, l'Université technologique du Pérou ou l'Université Catholique Sedes Sapientiae de Morropón à Chulucanas.

## Personnages liés au département
- Luis Miguel Sánchez Cerro
- Juan Velasco Alvarado
- Miguel Grau Seminario